# 大阪梅田駅 (阪急)
大阪梅田駅（おおさかうめだえき）は、大阪府大阪市北区芝田一丁目（梅田地区）にある、阪急電鉄の駅。駅番号はHK-01。

## 概要
大阪の2大繁華街の一角である「キタ」の中心地である梅田に位置しており、駅周辺は大阪屈指の繁華街・オフィス街である。
阪急電鉄（阪急電車）の基幹路線である京都本線・宝塚本線・神戸本線の列車の始発・終着駅であり、同社最大のターミナル駅である。2019年以前は1日約50万人の乗降者数を誇り、西日本の大手私鉄の中では最も利用者数が多い。地下鉄等の相互乗り入れが行われていないため、この50万人がそのまま改札を出入りする実数となる。10面9線のプラットホーム・線路数は頭端式ホームの鉄道駅としてはJRの駅も含めて日本最大の規模を誇る。なお、京都本線は国交省への届け出上は十三が起点で、十三 - 大阪梅田間は京都本線の線路は宝塚本線の急行線（途中の中津駅にはプラットホームが設置されていない）という扱いである。当駅から十三駅間は日本の私鉄唯一の三複線（複々々線）を形成している。
関西最大の鉄道交通の拠点である梅田地区の鉄道駅の1つであり、西日本旅客鉄道（JR西日本）のターミナル駅である大阪駅とも近接している。2019年10月1日に、国内外の観光客にとって当駅が大阪市の拠点駅であることを分かりやすくするために「梅田駅」から「大阪梅田駅」に改称された（同様の理由で京都側のターミナルである「河原町駅」も「京都河原町駅」に同日名称変更を行った）。駅自動放送や車内放送では開業当初から一貫して「大阪梅田」と案内されており、改称後も変更はない。また、阪神電気鉄道本線の大阪梅田駅と区別して、阪急・阪神の両路線が乗り入れる神戸高速線の高速神戸と新開地などや、日生エクスプレスが乗り入れる能勢電鉄線内では「阪急大阪梅田」と呼ばれる場合もある。
世界初の駅ビル型百貨店（ターミナルデパート）とされる阪急百貨店うめだ本店（大阪梅田ツインタワーズ・ノース）と直結しており、小林一三が考案した鉄道会社がターミナル駅に百貨店を併設するビジネスモデルは、その後の大手私鉄の経営手法に大きな影響を与えた。駅周辺には阪急の各種重要施設が集積しているため、俗に「阪急村」と呼ばれることがある。
第1回近畿の駅百選選定駅。

### 当駅からの接続路線
下記の駅はいずれも当駅から徒歩連絡が可能である。

#### 阪神電気鉄道
- 大阪梅田駅 (HS 01) - 阪神本線

#### Osaka Metro
- 梅田駅 (M16) -  御堂筋線
- 東梅田駅 (T20) -  谷町線
- 西梅田駅 (Y11)  -  四つ橋線 （阪急電車との乗り換えには10分程度の時間を要する。）

#### JR西日本
- 大阪駅 -  大阪環状線 (JR-O11)、 JR京都線・JR神戸線（東海道本線）(JR-A47)、 JR宝塚線（福知山線[注 4]）(JR-G47) 、 おおさか東線（JR-F01）
- 北新地駅 (JR-H44) -  JR東西線 （阪急電車との乗り換えには12分程度の時間を要する。）

## 歴史

1948年、北野線休止前の阪急梅田駅（写真中央やや右）。

阪急大阪梅田駅は、1910年に阪急電鉄の前身である箕面有馬電気軌道によって梅田駅（うめだえき）として開業した。このときは省線の南側、現在の阪急百貨店うめだ本店の場所（北区角田町）にある地上駅であった。その後、十三までの高架化の際に当駅も高架駅となったが、この際に鉄道省大阪駅の高架化計画が既に立てられていたため、高架駅は鉄骨の仮建築として造られた。そして、大阪駅の高架化工事が部分完成するとともに、予定通り1934年に再び地上駅化された。3 - 5号線および6 - 8号線に1つずつ、ドーム状の屋根で覆われているのが特徴であった。
以上の経緯については阪神急行電鉄#梅田駅付近の変遷も参照。
1920年、駅1階のスペースを白木屋に貸し出す。僅か55坪のスペースであったが、その後、全国の駅に造られるターミナルデパートの先駆けとなった。
1944年（昭和19年）からは、京都本線（旧・京阪電気鉄道の新京阪線）の当駅乗り入れが宝塚本線の線路を用いて開始されるが、京阪では戦前に独自で新京阪線と京阪本線の当駅乗り入れも計画していた（京阪梅田線を参照）。京阪による梅田の駅設置予定地は、阪神急行電鉄・京阪電気鉄道の戦時合併（京阪神急行電鉄）を経て戦後京阪電気鉄道（新）を分離する際に阪急側に残し、のちに阪急ファイブ（現：HEP FIVE）と称する商業施設が建設された。
その後、宝塚本線への京都本線電車の乗り入れ本数が増加し、ラッシュ時約2分間隔となり線路を共用していては捌けなくなったため、宝塚本線の複々線化名目（急行線扱いのため、中津駅のプラットホームを設置しない形）で新たに複線を増設した。この増設にあたっては、十三 - 梅田間高架・複々線化（ここで述べている宝塚本線の複々線化以前に、宝塚本線の複線に加えて神戸本線の複線を新設した工事）の際に残った地上線の一部を用いて営業していた北野線の用地（1949年に休止）を利用している。1959年に十三駅 - 当駅間が3複線化され、それまで当駅発着であった京都本線の特急列車・急行列車に加え、千里山線（現：千里線）直通普通列車の梅田乗り入れが開始された（行楽期にはこれとは別に梅嵐急行も当駅に発着）。なお、京都本線普通列車の当駅への本格的な乗り入れは当駅が3線化された1973年11月23日からである（それ以前には京都本線淡路以東からの普通列車の梅田乗り入れは早朝・深夜の車庫への入出庫関連の列車程度しか設定がなかった。京都本線の普通列車が全面的に梅田発着となったのはそれからさらに3年後の1976年9月23日からである）。1960年代の当駅改良以前は梅田駅構内で宝塚本線ホームから新設された京都本線の複線へ、また十三駅構内で京都本線から宝塚本線へ入線できる構造だったため、宝塚本線の急行列車も京都本線用の複線を走行することがあった。
ちょうどこの時期より乗客増加が顕著となり、電車の連結両数の増加に対応するため、プラットホームを北側に延長して対応していたが、日本国有鉄道（国鉄）の高架線が障害となって拡張が限界に達した。そこで1966年から1973年にかけて、現在地である国鉄線北側（北区芝田）への移転高架化・拡張工事が行われた。阪急創始者の小林一三は欧州のターミナル駅を理想としており、阪急梅田駅は「ターミナル」の意味通り全ての路線の基点として位置づけられている。なお、この時に十三方に約400m移転し、営業キロもこれに合わせて変更されたが、運賃計算上のキロ数は事後処理が煩雑になることを防ぐため移転前の営業キロ数をそのまま適用している。
かつては京都本線・宝塚本線・神戸本線間の線路は当駅ではつながっておらず、各線間を直通する列車は十三駅で転線していたが、神戸本線 - 宝塚本線間の転線に使用される十三駅の9号線が十三駅南側の道路工事（大阪府道16号大阪高槻線。淀川通）で一時期使用停止となった（現在は使用再開）ため、代わりに両線間の渡り線が当駅 - 中津駅間に設置された。神戸線車両の正雀工場への入出庫回送列車や嵐山駅への臨時直通列車（2008年秋と2009年春のみ）などが使用した。なお、京都本線 - 宝塚本線間は十三駅の南側で転線する。

### 年表
- 1910年（明治43年）3月10日：箕面有馬電気軌道が梅田 - 宝塚間で営業開始した際に設置開業[1][5]。
- 1918年（大正7年）2月4日：社名変更により阪神急行電鉄の駅となる[5]。
- 1920年（大正9年）7月16日：この日開業した神戸本線の列車が乗り入れるようになる。
- 1926年（大正15年）7月5日：梅田 - 十三間複々線高架完成により、高架駅に移転。この時、梅田 - 北野間の地上線は北野線として残存[5]。
- 1934年（昭和9年）6月1日：国鉄大阪駅高架化により、地上駅に移転[5]。
- 1943年（昭和18年）10月1日：阪神急行電鉄と（旧）京阪電気鉄道の合併により京阪神急行電鉄の駅となる[5]。
- 1949年（昭和24年）1月1日：北野線の営業を休止[5]。
- 1959年（昭和34年）
  - ホーム北側に地下通路および改札口を設置。
  - 2月18日：梅田 - 十三間に京都本線用の線路が増設される（正式には宝塚本線の線増）[5]。
    - これ以前は、2 - 4号線が宝塚本線ホーム、5号線が京都本線ホーム、6 - 9号線が神戸本線ホームであった（1号線にはホームなし、9号線はラッシュ時のみ使用）[6]。
    - この時点では、1 - 2号線を京都本線ホーム、3 - 5号線を宝塚本線ホーム、6 - 8号線を神戸本線ホームとした（9号線の使用状況は不明）。
- 1966年（昭和41年）2月1日：北区芝田（現在地）への移転高架化拡張工事起工[5]。
- 1967年（昭和42年）8月27日：神戸本線ホームを高架に移転[7]（7 - 9号線）。
  - この時使用開始した神戸本線ホームは、現在の宝塚本線ホームである。またホーム先端部については、工事の関係で一部露天のままであった。
  - 地上ホームはしばらくして、旧5 - 7号線の位置に宝塚本線を移して4 - 6号線とした。京都本線は旧1号線を廃止し、旧2 - 3号線の位置に移して1 - 2号線とした。
- 1969年（昭和44年）
  - 現在の位置に神戸本線ホームが完成し、発着ホームを変更。それまで仮に使用していたホームは、宝塚本線用に改装工事を開始。
  - 11月30日：改装工事が終了し、宝塚本線ホームを高架に移転（4 - 6号線）[8]。
    - この後日本万国博覧会（大阪万博）までに旧4号線（神戸本線旧駅時代は5号線）を改修し、京都本線用3号線とした。
- 1970年（昭和45年）：大阪万博の終了により、3号線を閉鎖。
- 1971年（昭和46年）11月28日：京都本線ホームを高架に移転（2 - 3号線）。これにより地上ホームは全て閉鎖された。
  - この時点で、2 - 3号線を京都本線ホーム、4 - 6号線を宝塚本線ホーム、7 - 9号線を神戸本線ホームとした（1号線欠）。
- 1973年（昭和48年）
  - 4月1日：社名変更により阪急電鉄の駅となる[5]。
  - 11月23日：京都本線ホームが1線（1号線）増設され、移転高架化拡張工事が完成。
- 1986年（昭和61年）4月1日：日本国内で初めての自動定期券発売機を設置[9]。
- 1993年（平成5年）2月1日：終日禁煙となる[10]。
- 1995年（平成7年）1月17日：阪神・淡路大震災が発生し、駅構内の水道管が破裂して一部が水浸しになる被害を受けた。また、路線においても全面運休となった。
- 1996年（平成8年）2月27日：発車メロディが導入される。
- 2013年（平成25年）12月21日：駅ナンバリング (HK-01) が導入される。
- 2019年（令和元年）10月1日：駅名を「大阪梅田」に改称[2][11][12]。
- 2024年（令和6年)：盗撮などの性犯罪撲滅のため、広範囲を映す特殊な加工がされた鏡をエスカレーターに設置。

## 駅構造
阪急ターミナルビル（駅ビル）の2階にコンコース、3階にプラットホームがある、頭端式ホーム10面9線を有する高架駅。9線全ての両側にプラットホームがあり、乗り場と降り場が交互に並ぶ構造となっている（東から1号線乗り場、1・2号線降り場、2・3号線乗り場の順で、一番西が9号線降り場）。大阪梅田 - 十三間は京都本線・宝塚本線・神戸本線のそれぞれ複線が並ぶ三複線となっており、京都本線（京都河原町・北千里方面）は1 - 3号線、宝塚本線（宝塚方面）は4 - 6号線、神戸本線（神戸三宮方面）は7 - 9号線をそれぞれ使用する。概ね種別ごとにプラットホームが使い分けられ、日中は10分おきに3線同時発車が見られる（後述）。車止め上空にはホーム番号を示す電照灯が下がっており、出発直前にはこれが点滅して発車間際であることを知らせる。
改札口は頭端式ホームの南端（車止め側）にある3階改札口のほか、2階中央改札口、茶屋町口改札口（駅北側にあり、2階が改札階）がある。3階改札口には、柱を挟んで43台の自動改札機が並ぶ。このため3階改札口は、一か所の自動改札機設置台数としては日本一である。自動改札機は、東芝製が設置されている。エレベーターは、改札外に1階と3階を直通するものが、改札内に2階コンコースと1号線乗車用を結ぶものが設けられている。また、エスカレーターは、改札内では降車用も含め全てのプラットホームに1基ずつ設置されている。
1973年に終了した駅大改良工事（歴史節参照）の際にプラットホームが国鉄線の北側に移転し大阪駅との距離が離れたため、日本で初めて（1967年設置）の動く歩道が一階コンコースに設けられている。
駅長配置駅であり、中津駅と十三駅を管轄する。

### のりば
| 号線 | 路線      | 方向 | 方面                                               | 発車種別                                                                                     |
| ---- | --------- | ---- | -------------------------------------------------- | -------------------------------------------------------------------------------------------- |
| 1    | ■京都本線 | 上り | 淡路・茨木市・高槻市・京都河原町・北千里・嵐山方面 | 特急、普通（平日朝夕、休日朝のみ）                                                           |
| 2    | ■京都本線 | 上り | 淡路・茨木市・高槻市・京都河原町・北千里・嵐山方面 | 通勤特急、準特急、普通                                                                       |
| 3    | ■京都本線 | 上り | 淡路・茨木市・高槻市・京都河原町・北千里・嵐山方面 | 快速特急、急行、準急、普通（朝夕のみ）                                                       |
| 4    | ■宝塚本線 | 下り | 豊中・石橋阪大前・川西能勢口・宝塚・箕面方面       | 特急「日生エクスプレス」、急行、普通（休日24時10分発のみ）                                   |
| 5    | ■宝塚本線 | 下り | 豊中・石橋阪大前・川西能勢口・宝塚・箕面方面       | 普通、急行（平日夕ラッシュのみ）                                                             |
| 6    | ■宝塚本線 | 下り | 豊中・石橋阪大前・川西能勢口・宝塚・箕面方面       | 普通（平日朝夕のみ）                                                                         |
| 7    | ■神戸本線 | 下り | 西宮北口・神戸三宮・神戸高速線方面                 | 普通（早朝・夜間を除く）                                                                     |
| 8    | ■神戸本線 | 下り | 西宮北口・神戸三宮・神戸高速線方面                 | 特急、通勤特急（平日朝ラッシュのみ）、快速（平日夕ラッシュのみ）、普通（朝夕のみ）           |
| 9    | ■神戸本線 | 下り | 西宮北口・神戸三宮・神戸高速線方面                 | 特急、通勤特急（平日朝ラッシュのみ）、準特急（深夜のみ）、急行（深夜のみ）、普通（早朝のみ） |

公式サイトでは、乗車ホームが異なる列車（京都本線の1号線、宝塚本線の6号線、神戸本線の7号線）のみ、その旨の案内を表記していた。

### トイレ
トイレは2・3階改札外 茶屋町改札内 2階改札内東側・西側の計5か所ある。

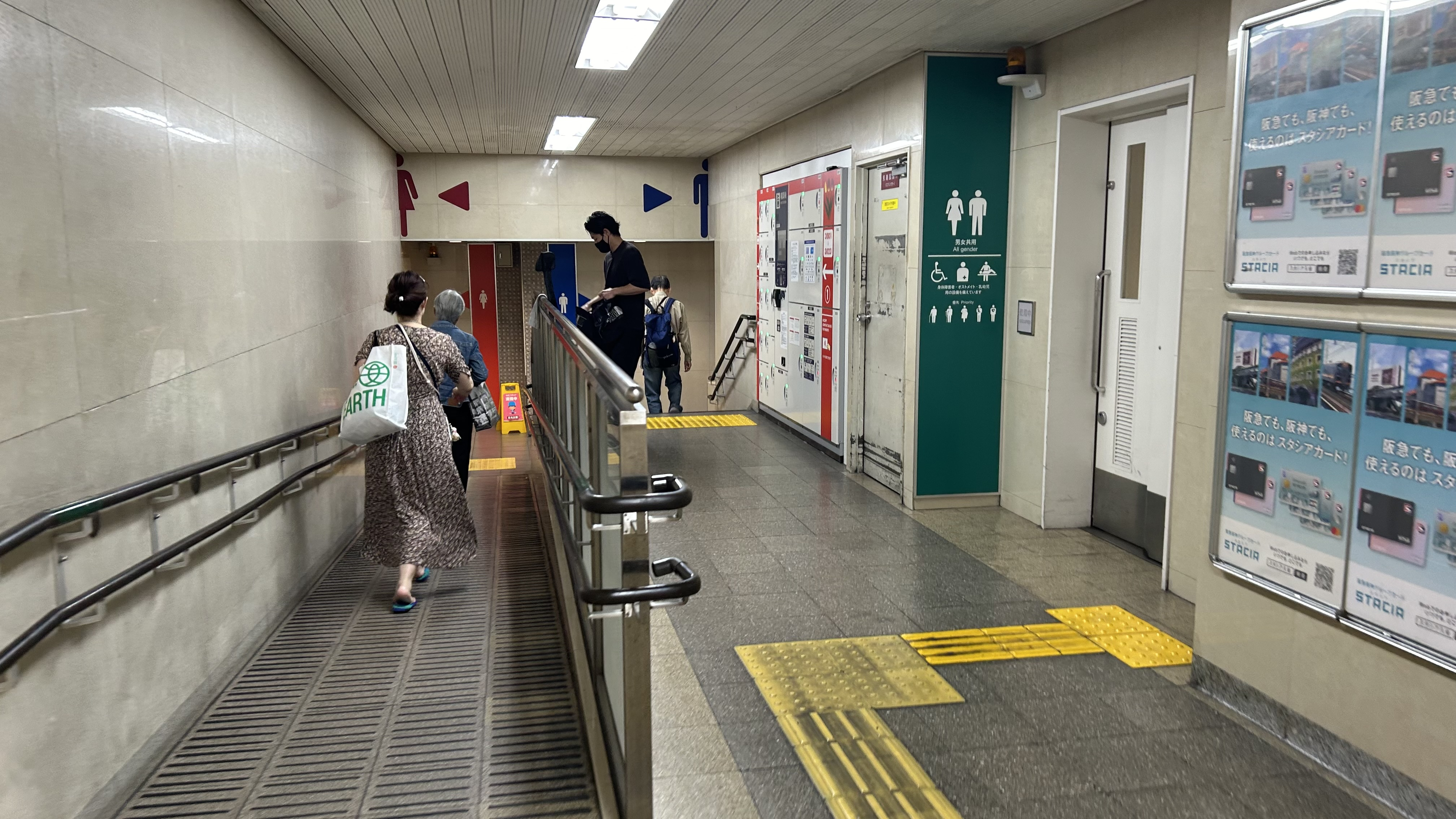
3階改札外
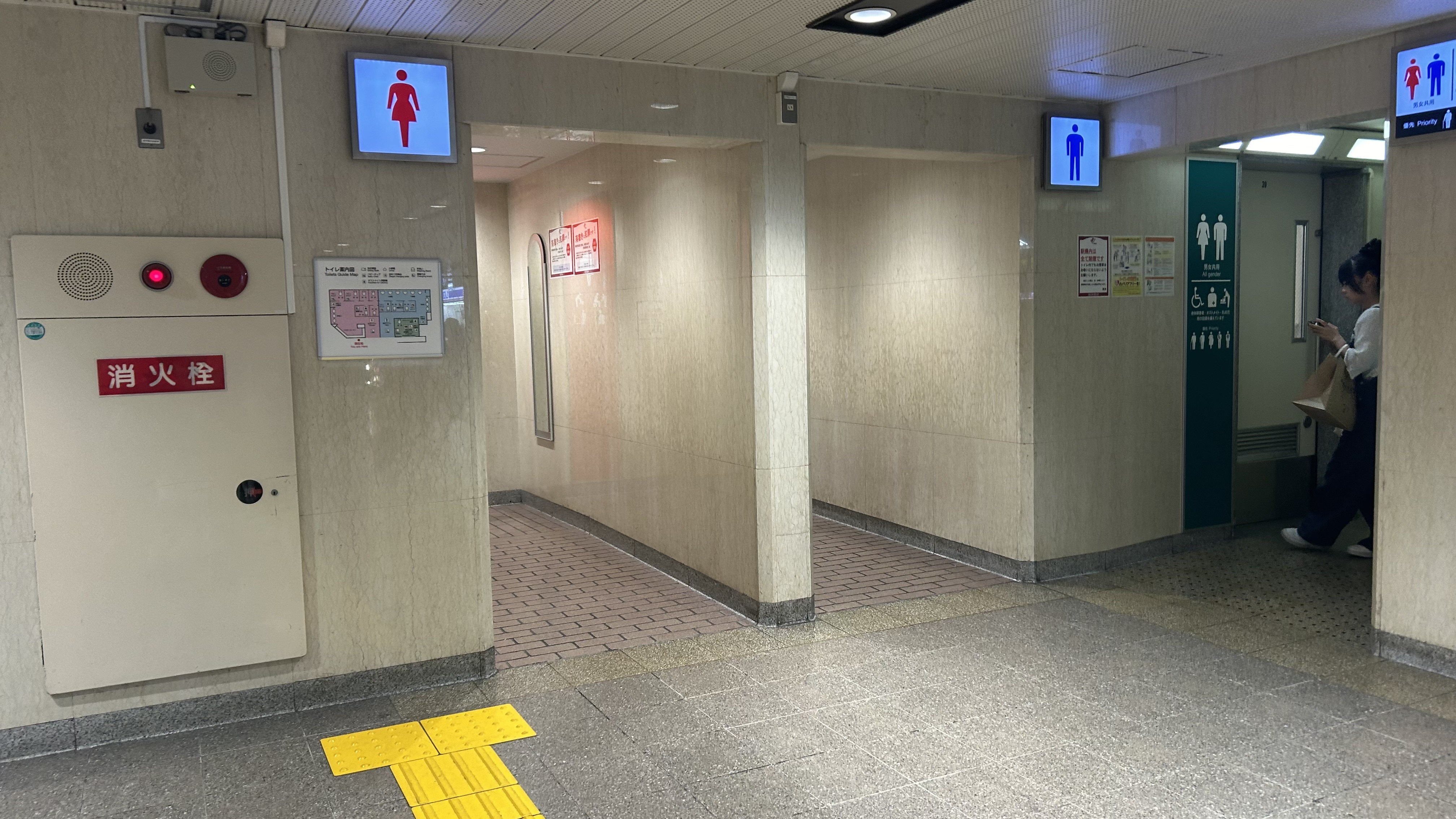
2階改札内東寄り
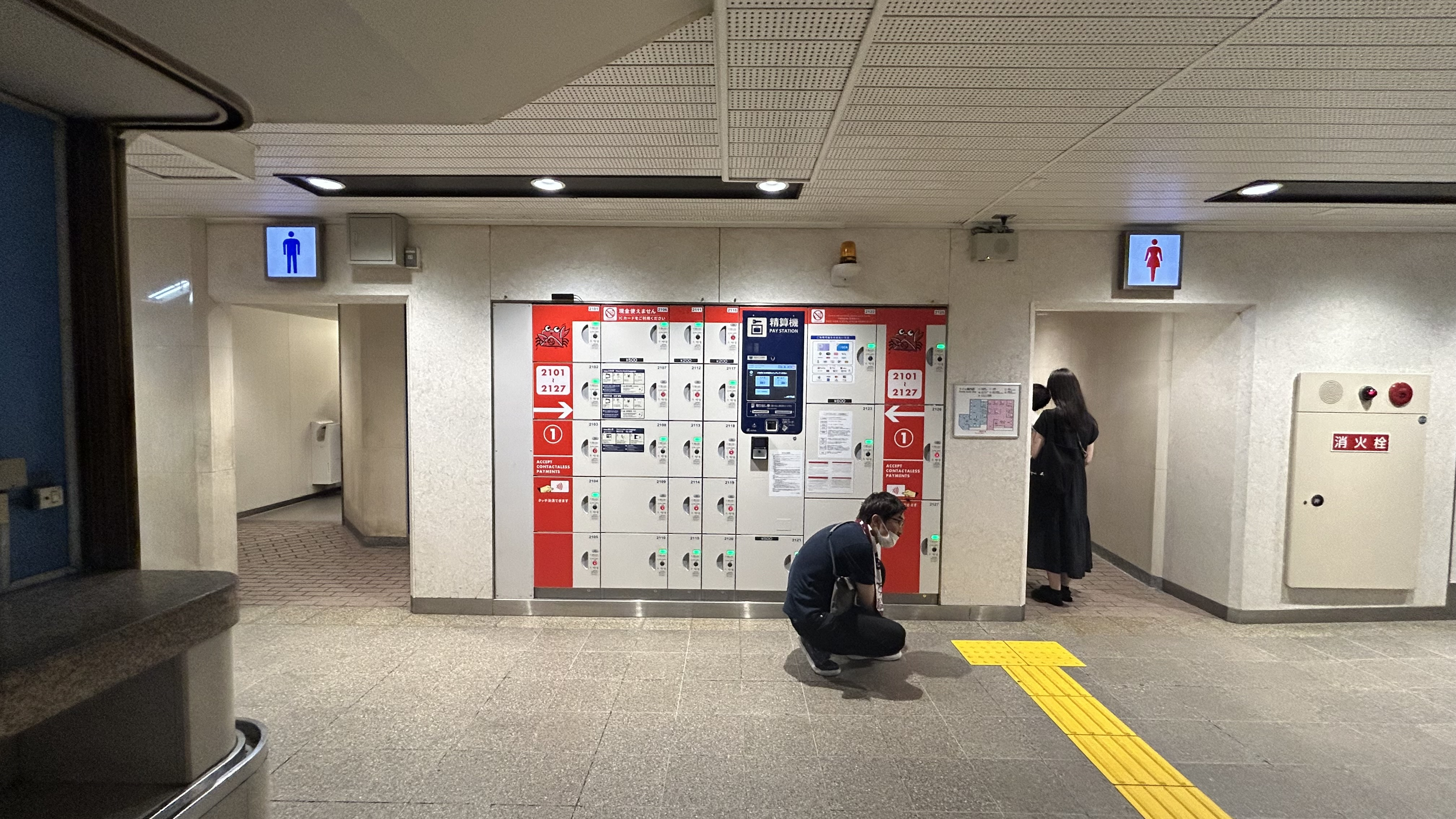
2階改札内西寄り
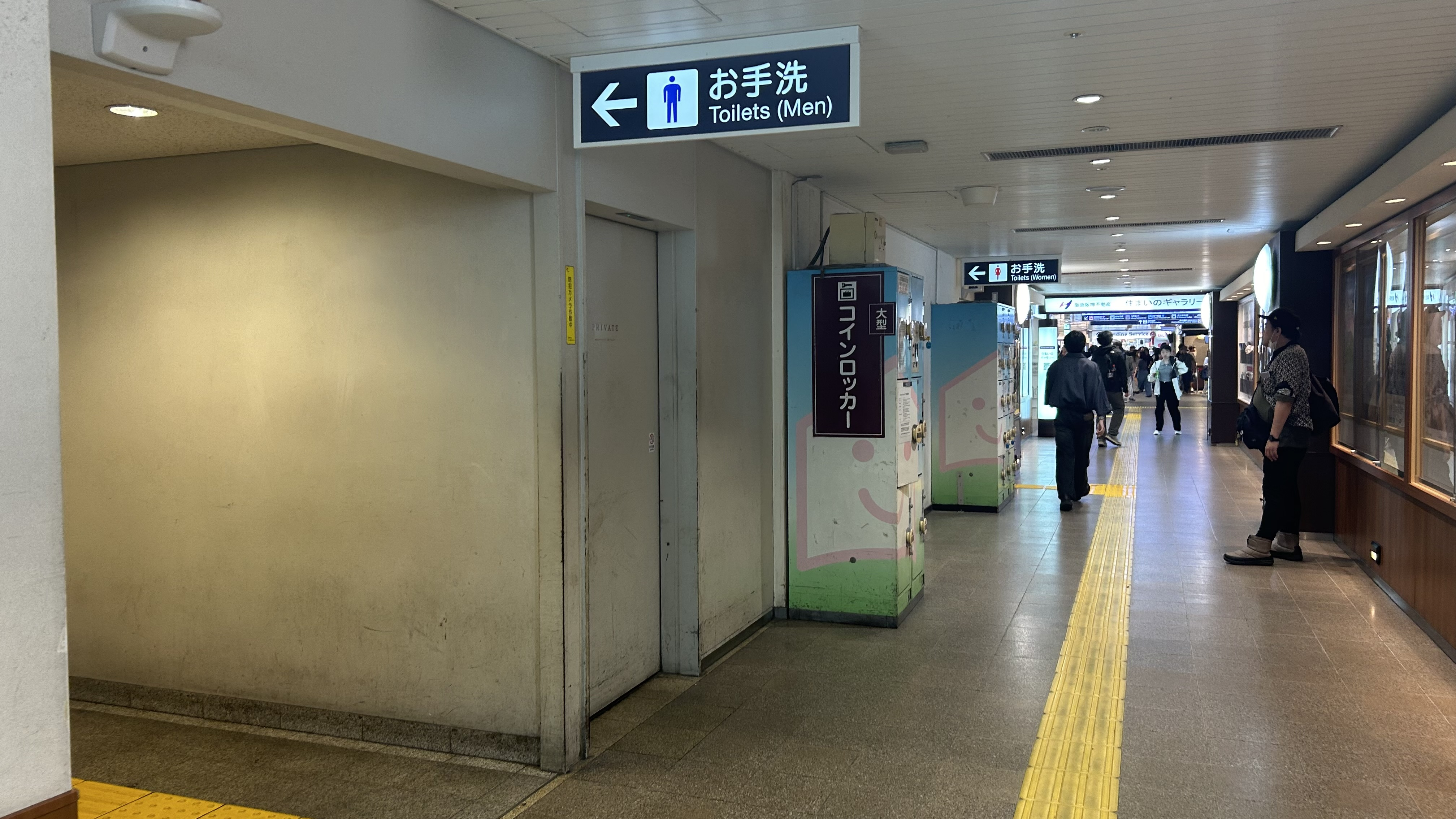
2階改札外
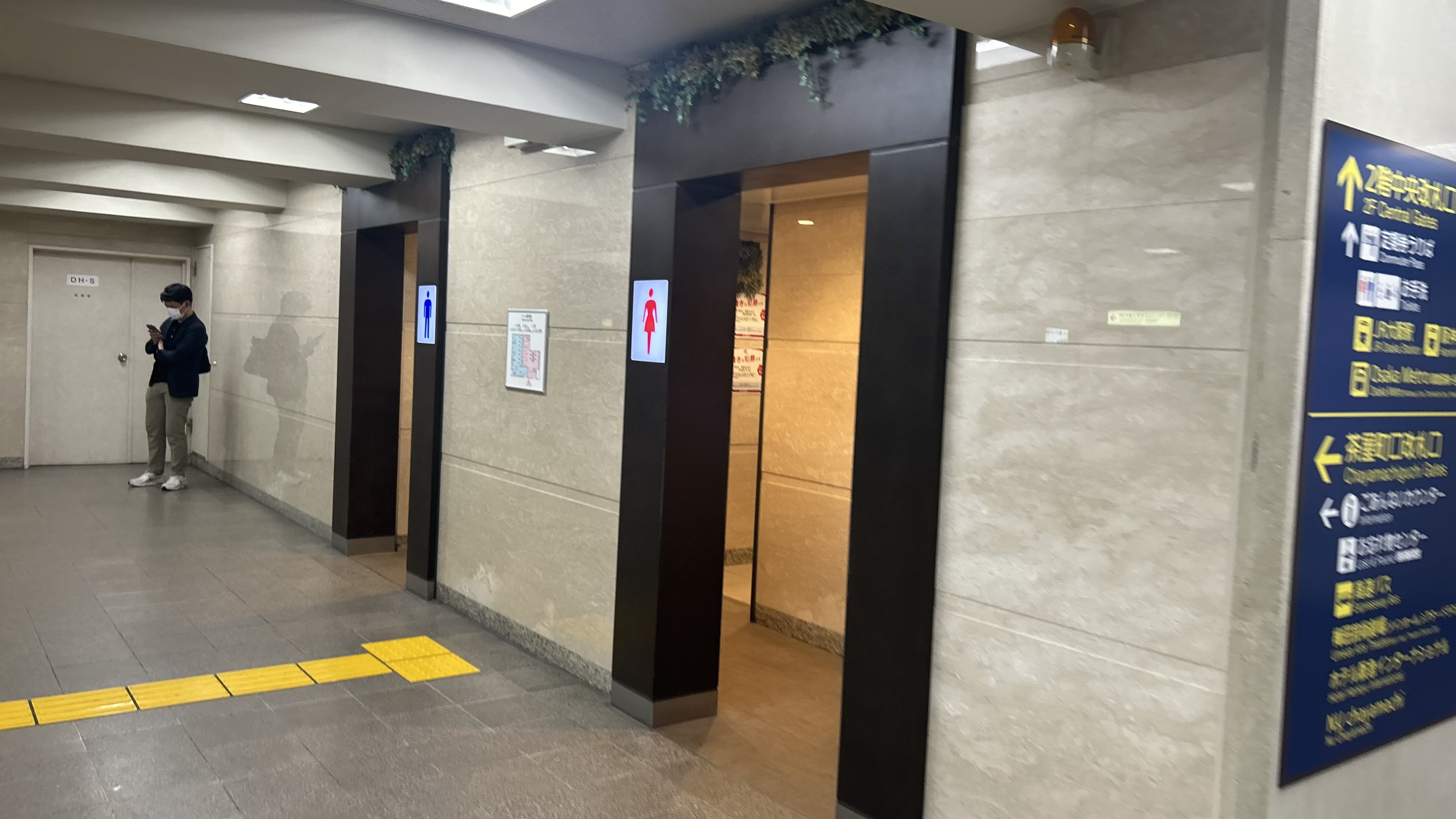
茶屋町改札内

## 利用状況
2024年（令和6年）次の通年平均乗降人員は 451,568人である。阪急電鉄全駅（86駅）中では第1位であり、西日本の大手私鉄の駅としても第1位、JRと地下鉄を含めると大阪駅に次いで多い。
大規模駅としては珍しく他路線との直通運転を行っておらず、同駅で乗降する利用者の殆どが改札口を通過する。

### 年次別利用状況
各年次の乗降人員の推移は下表の通り。
| 年度               | 乗降人員 | 増減率 | 順位 | 出典       | 備考     |
| ------------------ | -------- | ------ | ---- | ---------- | -------- |
| 2016年（平成28年） | 505,359  |        | 1位  | [ 阪急 1 ] | [ 注 7 ] |
| 2017年（平成29年） | 510,643  | 1.0%   | 1位  | [ 阪急 2 ] |          |
| 2018年（平成30年） | 508,862  | -0.3%  | 1位  | [ 阪急 3 ] |          |
| 2019年（令和元年） | 512,887  | 0.8%   | 1位  | [ 阪急 4 ] |          |
| 2020年（令和02年） | 356,742  | -30.4% | 1位  | [ 阪急 5 ] |          |
| 2021年（令和03年） | 349,521  | -2.0%  | 1位  | [ 阪急 6 ] |          |
| 2022年（令和04年） | 402,947  | 15.3%  | 1位  | [ 阪急 7 ] |          |
| 2023年（令和05年） | 444,572  | 10.3%  | 1位  | [ 阪急 8 ] |          |
| 2024年（令和06年） | 451,568  | 1.6%   | 1位  | [ 統計 1 ] |          |

#### 平日限定データ
2007年から2015年までのデータは平日限定となっていた。全ての年度で乗車人員・降車人員ともに判明している。
| 年次               | 乗車人員 | 降車人員 | 乗降人員 | 増減率 | 順位 | 出典        |
| ------------------ | -------- | -------- | -------- | ------ | ---- | ----------- |
| 2007年（平成19年） | 281,347  | 278,307  | 559,654  |        | 1位  | [ 阪急 9 ]  |
| 2008年（平成20年） | 280,148  | 276,823  | 556,971  | -0.5%  | 1位  | [ 阪急 10 ] |
| 2009年（平成21年） | 269,552  | 265,814  | 535,366  | -3.9%  | 1位  | [ 阪急 11 ] |
| 2010年（平成22年） | 263,677  | 260,067  | 523,744  | -2.2%  | 1位  | [ 阪急 12 ] |
| 2011年（平成23年） | 263,437  | 259,353  | 522,790  | -0.2%  | 1位  | [ 阪急 13 ] |
| 2012年（平成24年） | 264,347  | 260,231  | 524,578  | 0.3%   | 1位  | [ 阪急 14 ] |
| 2013年（平成25年） | 270,082  | 265,823  | 535,905  | 2.2%   | 1位  | [ 阪急 15 ] |
| 2014年（平成26年） | 272,237  | 268,331  | 540,568  | 0.9%   | 1位  | [ 阪急 16 ] |
| 2015年（平成27年） | 274,591  | 270,476  | 545,067  | 0.8%   | 1位  | [ 阪急 17 ] |

### 年度別利用状況
「大阪府統計年鑑」では、当駅の乗車人員・降車人員は路線ごとに分かれて記載されている。
1980年代の最盛期には1日あたりの乗降人員が65万人を超え、私鉄のターミナルとして乗降客数が日本最大であった時期もあった。1990年代に入るとバブル崩壊による安定成長期終焉とそれに続く平成不況、1995年に発生した阪神・淡路大震災による乗客の逸失、さらには並行するJR西日本との激しい競争により、2010年度までは乗降客数が年々減少していた。2011年度からは一転して乗降人員は漸増している。
各年度の利用状況はそれぞれ下表の通り。
| 年度               | 特定日   | 特定日   | 特定日   | 1日平均 乗車人員 | 出典          | 出典         |
| 年度               | 乗車人員 | 降車人員 | 乗降人員 | 1日平均 乗車人員 | 大阪府        | 大阪市       |
| ------------------ | -------- | -------- | -------- | ---------------- | ------------- | ------------ |
| 1966年（昭和41年） | 307,244  | -        | -        | -                | [ 大阪府 1 ]  | -            |
| 1967年（昭和42年） | 312,882  | -        | -        | -                | [ 大阪府 2 ]  | -            |
| 1968年（昭和43年） | 323,162  | -        | -        | -                | [ 大阪府 3 ]  | -            |
| 1969年（昭和44年） | 328,347  | -        | -        | -                | [ 大阪府 4 ]  | -            |
| 1970年（昭和45年） | 315,904  | -        | -        | -                | [ 大阪府 5 ]  | -            |
| 1971年（昭和46年） | 307,384  | -        | -        | -                | [ 大阪府 6 ]  | -            |
| 1972年（昭和47年） | 305,535  | -        | -        | -                | [ 大阪府 7 ]  | -            |
| 1973年（昭和48年） | 301,561  | -        | -        | -                | [ 大阪府 8 ]  | -            |
| 1974年（昭和49年） | 304,362  | -        | -        | -                | [ 大阪府 9 ]  | -            |
| 1975年（昭和50年） | 313,065  | -        | -        | -                | [ 大阪府 10 ] | -            |
| 1976年（昭和51年） | 313,550  | -        | -        | -                | [ 大阪府 11 ] | -            |
| 1977年（昭和52年） | 316,494  | -        | -        | -                | [ 大阪府 12 ] | -            |
| 1978年（昭和53年） | 312,131  | -        | -        | -                | [ 大阪府 13 ] | -            |
| 1979年（昭和54年） | 310,242  | -        | -        | -                | [ 大阪府 14 ] | -            |
| 1980年（昭和55年） | 322,949  | -        | -        | -                | [ 大阪府 15 ] | -            |
| 1981年（昭和56年） | 320,001  | -        | -        | -                | [ 大阪府 16 ] | -            |
| 1982年（昭和57年） | 323,220  | 319,542  | 642,762  | -                | [ 大阪府 17 ] | -            |
| 1983年（昭和58年） | 322,563  | 318,322  | 640,885  | -                | [ 大阪府 18 ] | -            |
| 1984年（昭和59年） | 327,188  | 317,613  | 644,801  | -                | [ 大阪府 19 ] | -            |
| 1985年（昭和60年） | 322,237  | 317,648  | 639,885  | -                | [ 大阪府 20 ] | -            |
| 1986年（昭和61年） | 331,266  | 321,496  | 652,762  | -                | [ 大阪府 21 ] | -            |
| 1987年（昭和62年） | 337,061  | 324,373  | 661,434  | -                | [ 大阪府 22 ] | -            |
| 1988年（昭和63年） | 329,571  | 326,289  | 655,860  | -                | [ 大阪府 23 ] | -            |
| 1989年（平成元年） | -        | -        | -        | -                | [ 大阪府 24 ] | -            |
| 1990年（平成02年） | 331,422  | 322,191  | 653,613  | -                | [ 大阪府 25 ] | -            |
| 1991年（平成03年） | -        | -        | -        | -                | [ 大阪府 26 ] | -            |
| 1992年（平成04年） | 304,227  | 309,261  | 613,488  | -                | [ 大阪府 27 ] | -            |
| 1993年（平成05年） | -        | -        | -        | -                | [ 大阪府 28 ] | -            |
| 1994年（平成06年） | -        | -        | -        | -                | [ 大阪府 29 ] | -            |
| 1995年（平成07年） | 308,416  | 295,726  | 604,142  | -                | [ 大阪府 30 ] | -            |
| 1996年（平成08年） | 329,037  | 312,861  | 641,898  | -                | [ 大阪府 31 ] | -            |
| 1997年（平成09年） | 330,208  | 321,806  | 652,014  | -                | [ 大阪府 32 ] | -            |
| 1998年（平成10年） | 308,340  | 300,830  | 609,170  | -                | [ 大阪府 33 ] | -            |
| 1999年（平成11年） | -        | -        | -        | -                | [ 大阪府 34 ] | -            |
| 2000年（平成12年） | 294,580  | 292,385  | 586,965  | -                | [ 大阪府 35 ] | -            |
| 2001年（平成13年） | 297,621  | 294,611  | 592,232  | 326,428          | [ 大阪府 36 ] | [ 大阪市 1 ] |
| 2002年（平成14年） | 293,445  | 290,914  | 584,359  | 318,886          | [ 大阪府 37 ] | [ 大阪市 1 ] |
| 2003年（平成15年） | 277,218  | 277,489  | 554,707  | 315,219          | [ 大阪府 38 ] | [ 大阪市 1 ] |
| 2004年（平成16年） | 284,384  | 283,262  | 567,646  | 309,203          | [ 大阪府 39 ] | [ 大阪市 1 ] |
| 2005年（平成17年） | 282,029  | 281,750  | 563,779  | 314,872          | [ 大阪府 40 ] | [ 大阪市 1 ] |
| 2006年（平成18年） | 278,148  | 274,953  | 553,101  | 304,213          | [ 大阪府 41 ] | [ 大阪市 1 ] |
| 2007年（平成19年） | 280,613  | 275,046  | 555,659  | 294,778          | [ 大阪府 42 ] | [ 大阪市 1 ] |
| 2008年（平成20年） | 273,334  | 269,834  | 543,168  | 290,981          | [ 大阪府 43 ] | [ 大阪市 1 ] |
| 2009年（平成21年） | 259,962  | 256,318  | 516,280  | 294,144          | [ 大阪府 44 ] | [ 大阪市 1 ] |
| 2010年（平成22年） | 255,149  | 252,053  | 507,202  | 282,063          | [ 大阪府 45 ] | [ 大阪市 1 ] |
| 2011年（平成23年） | 258,957  | 255,048  | 514,005  | 280,276          | [ 大阪府 46 ] | [ 大阪市 1 ] |
| 2012年（平成24年） | 259,928  | 256,431  | 516,359  | 285,416          | [ 大阪府 47 ] | [ 大阪市 1 ] |
| 2013年（平成25年） | 262,916  | 260,273  | 523,189  | 291,718          | [ 大阪府 48 ] | [ 大阪市 1 ] |
| 2014年（平成26年） | 268,652  | 264,831  | 533,483  | 295,623          | [ 大阪府 49 ] | [ 大阪市 1 ] |
| 2015年（平成27年） | 270,144  | 265,801  | 535,945  | 305,327          | [ 大阪府 50 ] | [ 大阪市 1 ] |
| 2016年（平成28年） | 270,040  | 266,869  | 536,909  | 301,484          | [ 大阪府 51 ] | [ 大阪市 1 ] |
| 2017年（平成29年） | 271,915  | 268,372  | 540,287  | 304,066          | [ 大阪府 52 ] | [ 大阪市 1 ] |
| 2018年（平成30年） | 273,634  | 269,884  | 543,518  | 305,237          | [ 大阪府 53 ] | [ 大阪市 1 ] |
| 2019年（令和元年） | 272,998  | 269,826  | 542,824  | 305,558          | [ 大阪府 54 ] | [ 大阪市 2 ] |
| 2020年（令和02年） | 224,183  | 220,679  | 444,862  | 225,556          | [ 大阪府 55 ] | [ 大阪市 3 ] |
| 2021年（令和03年） | 225,297  | 221,897  | 447,194  | 230,936          | [ 大阪府 56 ] | [ 大阪市 4 ] |
| 2022年（令和04年） | 230,309  | 227,472  | 457,781  | 256,352          | [ 大阪府 57 ] | [ 大阪市 5 ] |
| 2023年（令和05年） | 249,988  | 243,785  | 493,773  | 266,685          | [ 大阪府 58 ] | [ 大阪市 6 ] |

#### 1965年以前の平均乗降人員
「大阪府統計年鑑」では1965年度までは1日平均の利用状況が記載されているが、一部の年度については10月中のみのデータが記載されている。
| 年度               | 年間     | 年間     | 年間     | 10月のみ | 10月のみ | 10月のみ | 出典          |
| 年度               | 乗車人員 | 降車人員 | 乗降人員 | 乗車人員 | 降車人員 | 乗降人員 | 出典          |
| ------------------ | -------- | -------- | -------- | -------- | -------- | -------- | ------------- |
| 1957年（昭和32年） | -        | -        | -        | 196,315  | 195,976  | 392,291  | [ 大阪府 59 ] |
| 1958年（昭和33年） | 198,501  | 202,304  | 400,805  | 202,425  | 205,960  | 408,385  | [ 大阪府 59 ] |
| 1959年（昭和34年） | 220,183  | 219,898  | 440,081  | -        | -        | -        | [ 大阪府 60 ] |
| 1960年（昭和35年） | 234,919  | 235,602  | 470,521  | -        | -        | -        | [ 大阪府 61 ] |
| 1961年（昭和36年） | 257,062  | 261,110  | 518,172  | -        | -        | -        | [ 大阪府 62 ] |
| 1962年（昭和37年） | 285,174  | 293,739  | 578,913  | -        | -        | -        | [ 大阪府 63 ] |
| 1963年（昭和38年） | 309,964  | 319,870  | 629,834  | -        | -        | -        | [ 大阪府 64 ] |
| 1964年（昭和39年） | -        | -        | -        | 319,559  | -        | -        | [ 大阪府 65 ] |
| 1965年（昭和40年） | -        | -        | -        | 344,678  | -        | -        | [ 大阪府 66 ] |

#### 路線別・特定日の利用状況
特定日の路線別乗降・乗車人員数は下表のとおりである。京都本線の乗降人員は淡路以南でバイパス路線のOsaka metro堺筋線を持つため、宝塚本線や神戸本線の7割程度になっている。
| 年度               | 神戸本線 | 神戸本線 | 神戸本線 | 宝塚本線 | 宝塚本線 | 宝塚本線 | 京都本線 | 京都本線 | 京都本線 | 出典          |
| 年度               | 乗車人員 | 降車人員 | 乗降人員 | 乗車人員 | 降車人員 | 乗降人員 | 乗車人員 | 降車人員 | 乗降人員 | 出典          |
| ------------------ | -------- | -------- | -------- | -------- | -------- | -------- | -------- | -------- | -------- | ------------- |
| 1966年（昭和41年） | 97,964   | -        | -        | 129,810  | -        | -        | 79,470   | -        | -        | [ 大阪府 1 ]  |
| 1967年（昭和42年） | 96,580   | -        | -        | 129,073  | -        | -        | 87,229   | -        | -        | [ 大阪府 2 ]  |
| 1968年（昭和43年） | 98,195   | -        | -        | 129,848  | -        | -        | 95,119   | -        | -        | [ 大阪府 3 ]  |
| 1969年（昭和44年） | 100,881  | -        | -        | 128,231  | -        | -        | 99,235   | -        | -        | [ 大阪府 4 ]  |
| 1970年（昭和45年） | 106,662  | -        | -        | 123,882  | -        | -        | 85,360   | -        | -        | [ 大阪府 5 ]  |
| 1971年（昭和46年） | 102,880  | -        | -        | 119,169  | -        | -        | 85,335   | -        | -        | [ 大阪府 6 ]  |
| 1972年（昭和47年） | 106,040  | -        | -        | 117,837  | -        | -        | 81,658   | -        | -        | [ 大阪府 7 ]  |
| 1973年（昭和48年） | 103,803  | -        | -        | 117,821  | -        | -        | 79,937   | -        | -        | [ 大阪府 8 ]  |
| 1974年（昭和49年） | 103,572  | -        | -        | 118,748  | -        | -        | 82,042   | -        | -        | [ 大阪府 9 ]  |
| 1975年（昭和50年） | 107,092  | -        | -        | 120,574  | -        | -        | 85,399   | -        | -        | [ 大阪府 10 ] |
| 1976年（昭和51年） | 109,422  | -        | -        | 118,788  | -        | -        | 85,340   | -        | -        | [ 大阪府 11 ] |
| 1977年（昭和52年） | 107,965  | -        | -        | 119,854  | -        | -        | 88,675   | -        | -        | [ 大阪府 12 ] |
| 1978年（昭和53年） | 107,910  | -        | -        | 115,109  | -        | -        | 89,112   | -        | -        | [ 大阪府 13 ] |
| 1979年（昭和54年） | 107,577  | -        | -        | 113,533  | -        | -        | 89,132   | -        | -        | [ 大阪府 14 ] |
| 1980年（昭和55年） | 114,130  | -        | -        | 115,107  | -        | -        | 93,712   | -        | -        | [ 大阪府 15 ] |
| 1981年（昭和56年） | 112,798  | -        | -        | 114,585  | -        | -        | 92,628   | -        | -        | [ 大阪府 16 ] |
| 1982年（昭和57年） | 113,656  | 114,941  | 228,597  | 115,516  | 117,708  | 233,224  | 94,048   | 86,893   | 180,941  | [ 大阪府 17 ] |
| 1983年（昭和58年） | 114,432  | 115,941  | 230,373  | 114,420  | 116,751  | 231,171  | 93,711   | 85,630   | 179,341  | [ 大阪府 18 ] |
| 1984年（昭和59年） | 117,386  | 117,266  | 234,652  | 115,512  | 115,355  | 230,867  | 94,290   | 84,992   | 179,282  | [ 大阪府 19 ] |
| 1985年（昭和60年） | 115,343  | 116,862  | 232,205  | 113,251  | 114,815  | 228,066  | 93,643   | 85,971   | 179,614  | [ 大阪府 20 ] |
| 1986年（昭和61年） | 119,344  | 118,860  | 238,204  | 116,238  | 115,960  | 232,198  | 95,684   | 86,676   | 182,360  | [ 大阪府 21 ] |
| 1987年（昭和62年） | 121,465  | 119,319  | 240,784  | 118,814  | 117,768  | 236,582  | 96,782   | 87,286   | 184,068  | [ 大阪府 22 ] |
| 1988年（昭和63年） | 119,075  | 119,905  | 238,980  | 116,733  | 119,411  | 236,144  | 93,763   | 86,973   | 180,736  | [ 大阪府 23 ] |
| 1989年（平成元年） | -        | -        | -        | -        | -        | -        | -        | -        | -        | [ 大阪府 24 ] |
| 1990年（平成02年） | 121,712  | 120,597  | 242,309  | 120,237  | 119,281  | 239,518  | 89,473   | 82,313   | 171,786  | [ 大阪府 25 ] |
| 1991年（平成03年） | -        | -        | -        | -        | -        | -        | -        | -        | -        | [ 大阪府 26 ] |
| 1992年（平成04年） | 111,600  | 114,704  | 226,304  | 111,245  | 117,120  | 228,365  | 81,382   | 77,437   | 158,819  | [ 大阪府 27 ] |
| 1993年（平成05年） | -        | -        | -        | -        | -        | -        | -        | -        | -        | [ 大阪府 28 ] |
| 1994年（平成06年） | -        | -        | -        | -        | -        | -        | -        | -        | -        | [ 大阪府 29 ] |
| 1995年（平成07年） | 108,870  | 106,807  | 215,677  | 114,764  | 115,653  | 230,417  | 84,782   | 73,266   | 158,048  | [ 大阪府 30 ] |
| 1996年（平成08年） | 114,054  | 112,386  | 226,440  | 119,683  | 119,547  | 239,230  | 95,300   | 80,928   | 176,228  | [ 大阪府 31 ] |
| 1997年（平成09年） | 113,671  | 114,900  | 228,571  | 119,297  | 121,386  | 240,683  | 97,240   | 85,520   | 182,760  | [ 大阪府 32 ] |
| 1998年（平成10年） | 106,593  | 108,592  | 215,185  | 111,459  | 113,216  | 224,675  | 90,288   | 79,022   | 169,310  | [ 大阪府 33 ] |
| 1999年（平成11年） | -        | -        | -        | -        | -        | -        | -        | -        | -        | [ 大阪府 34 ] |
| 2000年（平成12年） | 105,942  | 106,914  | 212,856  | 108,133  | 109,724  | 217,857  | 80,505   | 75,747   | 156,252  | [ 大阪府 35 ] |
| 2001年（平成13年） | 106,983  | 106,682  | 213,665  | 108,997  | 110,655  | 219,652  | 81,641   | 77,274   | 158,915  | [ 大阪府 36 ] |
| 2002年（平成14年） | 105,420  | 105,259  | 210,679  | 106,427  | 108,315  | 214,742  | 81,598   | 77,340   | 158,938  | [ 大阪府 37 ] |
| 2003年（平成15年） | 98,417   | 100,749  | 199,166  | 101,487  | 103,776  | 205,263  | 77,314   | 72,964   | 150,278  | [ 大阪府 38 ] |
| 2004年（平成16年） | 99,593   | 101,625  | 201,218  | 105,401  | 106,648  | 212,049  | 79,390   | 74,989   | 154,379  | [ 大阪府 39 ] |
| 2005年（平成17年） | 98,954   | 100,943  | 199,897  | 104,843  | 105,901  | 210,774  | 78,232   | 74,906   | 153,138  | [ 大阪府 40 ] |
| 2006年（平成18年） | 98,555   | 100,298  | 198,853  | 104,034  | 103,745  | 207,779  | 75,559   | 70,910   | 146,469  | [ 大阪府 41 ] |
| 2007年（平成19年） | 99,974   | 100,207  | 200,181  | 105,417  | 104,019  | 209,436  | 75,222   | 70,820   | 146,042  | [ 大阪府 42 ] |
| 2008年（平成20年） | 98,407   | 99,396   | 197,803  | 102,557  | 102,551  | 205,108  | 72,370   | 67,887   | 140,257  | [ 大阪府 43 ] |
| 2009年（平成21年） | 93,490   | 94,470   | 187,960  | 98,253   | 98,169   | 196,422  | 68,219   | 63,679   | 131,898  | [ 大阪府 44 ] |
| 2010年（平成22年） | 91,438   | 92,503   | 183,941  | 96,184   | 96,115   | 192,299  | 67,527   | 63,435   | 130,962  | [ 大阪府 45 ] |
| 2011年（平成23年） | 92,833   | 93,790   | 186,623  | 97,079   | 96,693   | 193,772  | 69,045   | 64,565   | 133,610  | [ 大阪府 46 ] |
| 2012年（平成24年） | 93,566   | 94,199   | 187,765  | 96,270   | 95,901   | 192,171  | 70,092   | 66,331   | 136,423  | [ 大阪府 47 ] |
| 2013年（平成25年） | 93,126   | 94,260   | 187,386  | 99,084   | 99,223   | 198,307  | 70,706   | 66,790   | 137,496  | [ 大阪府 48 ] |
| 2014年（平成26年） | 95,195   | 95,909   | 191,104  | 100,552  | 99,999   | 200,551  | 72,905   | 68,923   | 141,828  | [ 大阪府 49 ] |
| 2015年（平成27年） | 94,901   | 96,035   | 190,936  | 101,433  | 99,964   | 201,397  | 73,810   | 69,802   | 143,612  | [ 大阪府 50 ] |
| 2016年（平成28年） | 95,539   | 96,300   | 191,839  | 101,045  | 100,430  | 201,475  | 73,456   | 70,139   | 143,595  | [ 大阪府 51 ] |
| 2017年（平成29年） | 96,039   | 96,556   | 192,595  | 102,601  | 101,975  | 204,576  | 73,275   | 69,841   | 143,116  | [ 大阪府 52 ] |
| 2018年（平成30年） | 97,190   | 97,482   | 194,672  | 103,527  | 102,613  | 206,140  | 72,917   | 69,789   | 142,706  | [ 大阪府 53 ] |
| 2019年（令和元年） | 98,250   | 98,622   | 196,872  | 103,887  | 102,657  | 206,544  | 70,861   | 68,547   | 139,408  | [ 大阪府 54 ] |
| 2020年（令和02年） | 79,590   | 79,631   | 159,221  | 87,571   | 86,386   | 173,957  | 57,022   | 54,662   | 111,684  | [ 大阪府 55 ] |
| 2021年（令和03年） | 81,267   | 81,035   | 162,302  | 86,704   | 85,769   | 172,473  | 57,326   | 55,093   | 112,419  | [ 大阪府 56 ] |
| 2022年（令和04年） | 82,687   | 83,069   | 165,756  | 88,737   | 88,179   | 176,916  | 58,885   | 56,224   | 115,109  | [ 大阪府 57 ] |
| 2023年（令和05年） | 92,128   | 90,488   | 182,616  | 92,972   | 92,030   | 185,002  | 64,888   | 61,267   | 126,155  | [ 大阪府 58 ] |

## 駅周辺
梅田は大阪最大の繁華街・オフィス街である。難波や心斎橋と並ぶ大阪の商業の中心地であり、淀屋橋とともに大阪の代表的なオフィス街である。百貨店・ファッションビル・専門店・ホテル・オフィスビルなどが集積し、関西最大の超高層ビル群を形成している。
阪急大阪梅田駅周辺には阪急百貨店うめだ本店をはじめとする阪急関連の商業施設やオフィスビルなどが多く立ち並んでいるため、この地域を指して阪急村と呼ばれることがある。

## その他

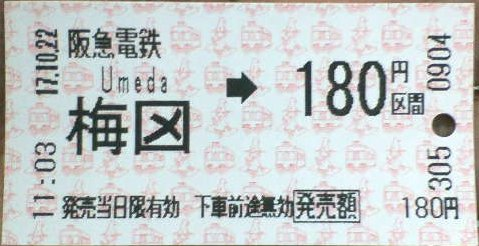
阪急梅田駅発行の乗車券「囗」に「メ」の字

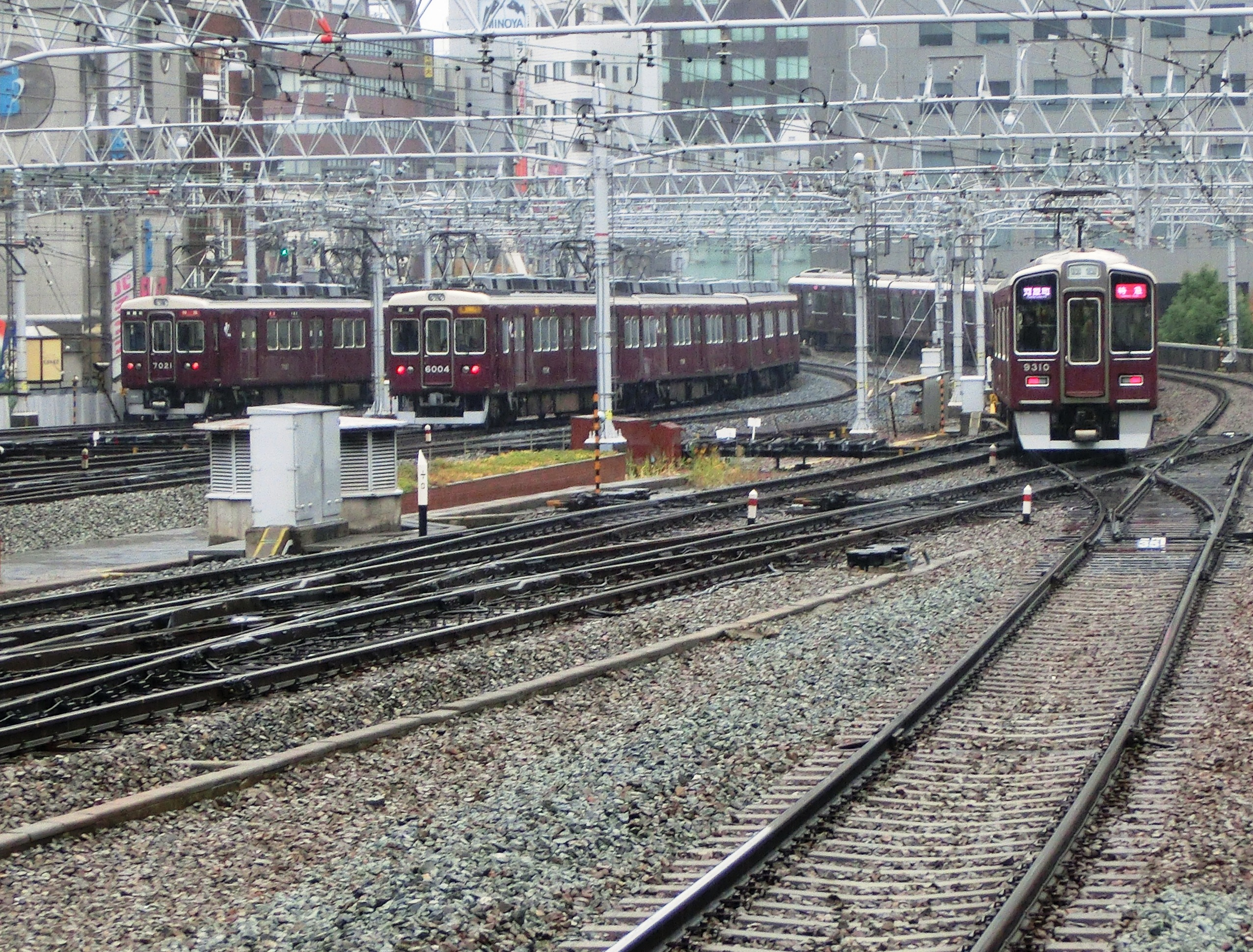
同時発車の風景。左から、神戸本線・特急、宝塚本線・急行、京都本線・特急。

### 特徴的な券面（梅龱）
阪急大阪梅田駅の自動券売機で発売されている乗車券や回数券・定期券およびプリペイドカード「ラガールカード」（スルッとKANSAI）の裏面に印字されている大阪梅田の「田」の字は龱 (「囗」に「メ」の字あるいは「囗」に×印の表記)となっている。これは阪急電鉄には漢字2文字で「田」で終わる駅が6つあること、阪神電気鉄道や地下鉄御堂筋線にも同名の駅があることから、自動改札機がなかった頃に最も乗降客数の多い当駅の改札で「阪急梅田」だと素早く判別するための目印とした名残である。これは駅名改称後も引き継がれ、「大阪梅龱」と表記している。

### 案内設備
発車メロディ
当駅の発車メロディは鎌田浩宮の作曲である。回送列車も含め、全ての列車で発車の30秒ほど前から流れる。各線で異なるメロディが使用されており、神戸本線は「海」、宝塚本線は「高級感」、京都本線は「竹」のイメージをもとに作曲された。音色は、神戸本線はアコースティック・ギター、宝塚本線はトイピアノ、京都本線はアナログシンセサイザーを元にしている。なお、最終列車（終電）の発車時（行先別終電を含む）には、それぞれのメロディの最後の音が長くなり、1分ほど鳴り続ける場合もある。発車メロディを採用した1996年2月27日以前は各線で異なる音階のブザーが使用されていた。
また、終電入線後から終電の発車まで、当該ホームに映画『第三の男』のテーマ曲（作曲・アントーン・カラス）がBGMとして流される。1995年12月31日までは「蛍の光」であった。
大型発車案内板
3階（ホーム階）では、改札を入ってすぐのところに、各線毎のLED式大型発車案内板が設置されている。
なお、駅ホームが現在の場所に移転してからは、字幕式による大型発車案内板が設置されていたが、号線別に分かれて表示されていたため乗客から「どのホームの列車が先発か分かりにくい」と指摘を受けていたことや設備の老朽化のため、光ファイバー式カラービジョンを使用した案内板「ラガールビジョン」に更新され、1993年から2006年まで使用されていた。この案内板では、画面右半分（停車駅の表示部）を使って沿線情報を流すこともできた。なお、日本国内で光ファイバー式の発車案内板を使用していたのは当駅と京浜急行電鉄上大岡駅のみであったが、ともに現在では使用されていない。
電球式の乗車位置表示
プラットホーム床面の下には乗車位置案内表示板が取り付けられているが、そこには現在は使われていない多数の電球が並んでいる。1970年代までは、800系電車・920系電車のような2扉の中型車（全長17m車両の通称）をはじめとした旧型車の本線運用は珍しいものではなかったことから、車種や編成によってドアの配置が違うため乗車位置に相違があった。このため、次の列車の乗車位置の電球が点灯することにより乗車位置を知らせる目的で取り付けられた設備の名残である。

### 同時発車
1959年に梅田 - 十三間の三複線が完成してからは、3路線の列車の同時発車と十三までの並走が見られるようになった。特に優等列車の同時発車シーンは古くから阪急電鉄の出版物や広報資料などに使われ、同社の象徴的なシーンの一つとなっている。2000年頃までは各路線のダイヤパターンの相違から同時発車の頻度は多くなかったが、2000年6月以降の昼間には3路線の特急列車が20分毎に、2001年3月以降の昼間には優等列車が10分毎に、3線同時発車と十三までの並走が見られるようになっている。また、その1分後、こちらも10分毎に神戸本線と宝塚本線のそれぞれ普通列車が同時発車する。梅田 - 十三間が複々線であった時代は、日中毎時0・30分に神戸本線の特急列車と同時発車していたのは宝塚本線の列車ではなく、京都本線の列車（1956年以降は特急列車、それ以前は急行列車）であり、10・40分には神戸本線の特急列車と宝塚本線の急行列車が同時発車していた。3複線完成後、1961年の宝塚本線ダイヤ改正で、日中の発車時刻が変更され、毎時0・30分に3路線が同時発車するようになった。

### 「ビッグマン前」
2階改札口への通路となる1階コンコースには比較的大きなスペースが設けられており、2階への東側（京都本線側）の階段壁面には愛称「ビッグマン」（BIGMAN）という大型映像装置が設置されている。過去には西側（神戸本線側）にも設置されており、そちらは「コ・ビッグマン」（Co-（=揃いの）BIGMAN）と呼ばれていたがのちに撤去された。
最初に設置されたのは1981年7月で、現在は4代目。カラービジョンでは沿線情報やコマーシャルのほか、正午に『NHKニュース』、19時に『NHKニュース7』を放映しているが、有馬記念など一部の中央競馬GI級競走などの中継放送を放映することもある。2011年には地上波デジタル放送対応のために機器更新を実施し、それまでの4:3比率の200型液晶ディスプレイ（3代目）に代わって16:9比率の208型の東芝製高輝度液晶ディスプレイ（4代目）に換装した。
このスペースは関西では有名な梅田での待ち合わせ場所で、官公庁や企業などのイベントにも利用されている。

### 阪急ターミナルビルと阪急三番街
現在地への移転に合わせて作られたのが阪急ターミナルビルと阪急三番街である。新駅の南側に建設された阪急ターミナルビルにはオフィス・レストランと阪急17番街（ショッピング街）がある。駅の高架下を利用して作られた阪急三番街には、地下2階まで多数のショップが入るショッピングとレストラン街になっており、1階には開店当時は関西最大規模とされた紀伊國屋書店梅田本店が入居している。また地下2階のレストランフロアには開店当時から人工の川が流れており、名物になっている。阪急バスが共同運行する高速バスが発着する阪急三番街高速バスターミナルは駅の高架下、阪急三番街の北館と南館の間にある。

### 新聞原稿箱
8号線の車止めの先には「新聞原稿」と書かれた金属製の箱が置かれている。これは新聞原稿託送制度と呼ばれる小荷物制度で、電車で運んだ新聞原稿をこの箱の中に入れておくためのものである。1953年（昭和28年）に産経新聞ほか在阪の報道機関と契約を結んでいるが、一番多く使用している産経新聞でも年数回程度に利用頻度は落ちている。

### その他
- 当駅から宝塚駅へは宝塚本線のほかに、神戸本線で西宮北口から今津線に乗り換えて向かう方法もあるが、日中でも西宮北口経由のほうが宝塚本線急行列車より1分早着する。また、宝塚本線の急行宝塚行き最終は23:45発だが、神戸本線の23:50発普通西宮北口行きが西宮北口で今津線の宝塚行き最終に接続しており、宝塚駅へ行く終電は神戸本線経由の方が遅い。
- 阪急北野線が営業していた時代には、現在の茶屋町口付近に同線の茶屋町駅が存在した。
- 2013年12月の京都本線ダイヤ改正が行われるまでは関西大手5私鉄のターミナル駅では唯一、駅到着時の他社線への乗換案内の車内放送を行っていなかった（阪神ではJR西日本、地下鉄、阪急電車への乗換案内を放送している）。
- 阪神線との通勤定期券の相互利用については阪神電気鉄道#通勤定期での選択乗車制度を参照。
- 十三発着または同駅経由の乗車券または定期券で大阪梅田駅での折り返し乗車は禁止されている。但し、毎年8月上旬のなにわ淀川花火大会開催日は最寄駅である十三での乗降客が増えるため、安全上の関係から特例で大阪梅田駅の折り返し乗車が認められている。
- 2014年に6000系電車1編成（6002F）が能勢電鉄に譲渡のうえ、引き続き宝塚本線で使用されることによって、開業以来105年目にして初めて、阪急以外の事業者に所属する電車が当駅に乗り入れることとなった。
- 長年にわたって関西の外から来る人（外国人を含む観光客、出張者など）には「JR大阪駅」と「阪急梅田駅」が乗り換え可能な駅であることが分かりにくいという不便さがあり苦情が絶えなかった。これに対して、折からのインバウンド観光客の増加への対応、令和への年号の交代、等の理由から2019年のタイミングで「梅田駅」を「大阪梅田駅」に名称変更することとなった。
- 近鉄南大阪線の大阪阿部野橋駅、阪急千里線・大阪市高速電気軌道（Osaka Metro）の天神橋筋六丁目駅とともに、大阪環状線より外側にある数少ない私鉄のターミナル駅となっている。
- 住所上における「梅田」には唯一、隣接もしない駅である。住所上の「梅田」にはJR大阪駅、北新地駅、四つ橋線西梅田駅、阪神大阪梅田駅があり、御堂筋線梅田駅は角田町に、谷町線東梅田駅は曽根崎に位置するが西側がどちらも住所上の「梅田」に隣接している。
- 御堂筋線の中津駅には茶屋町口から徒歩10分程度であり、西梅田駅や北新地駅までと同等の所要時間で行ける。

## ギャラリー

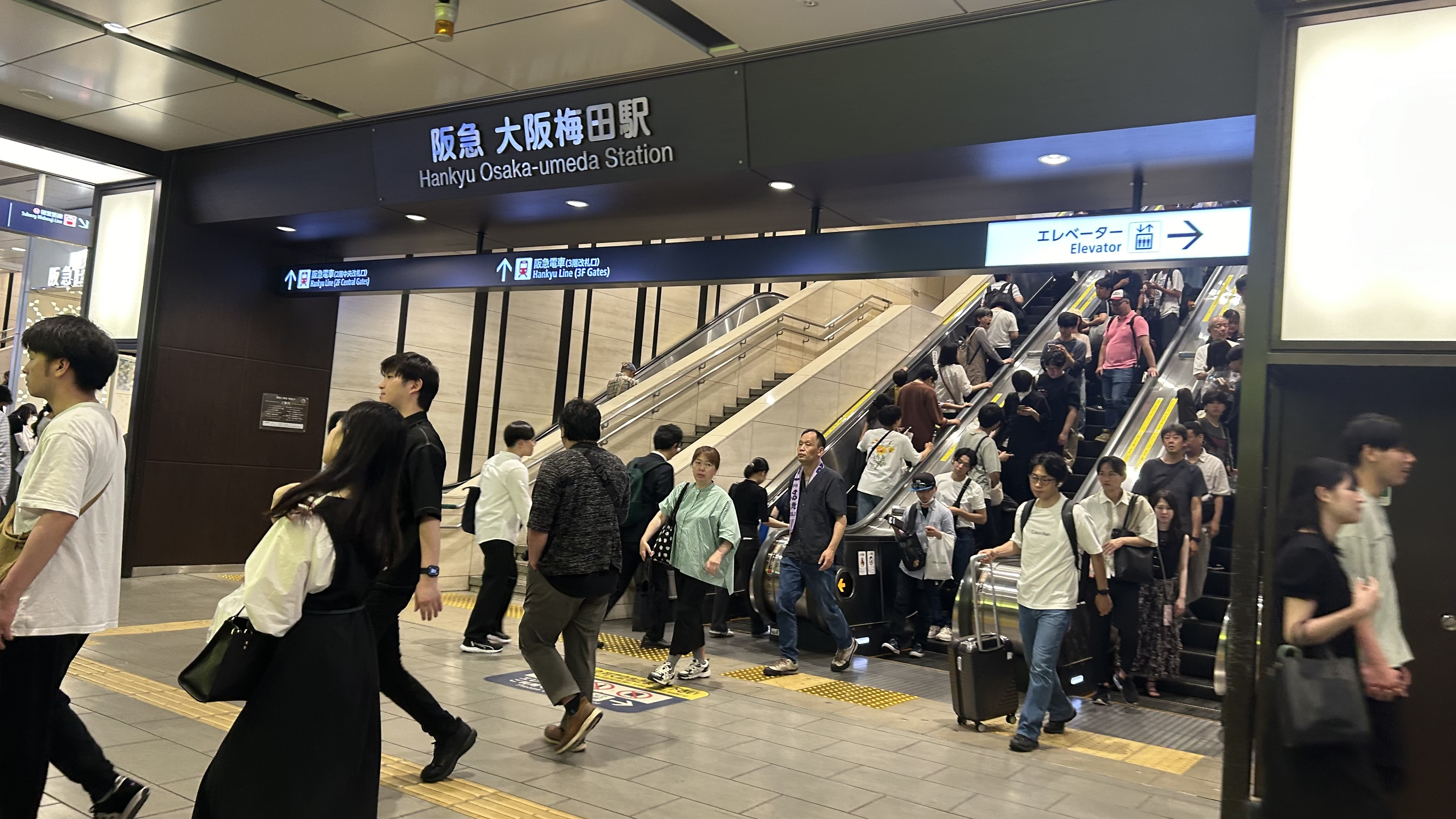
駅出入口
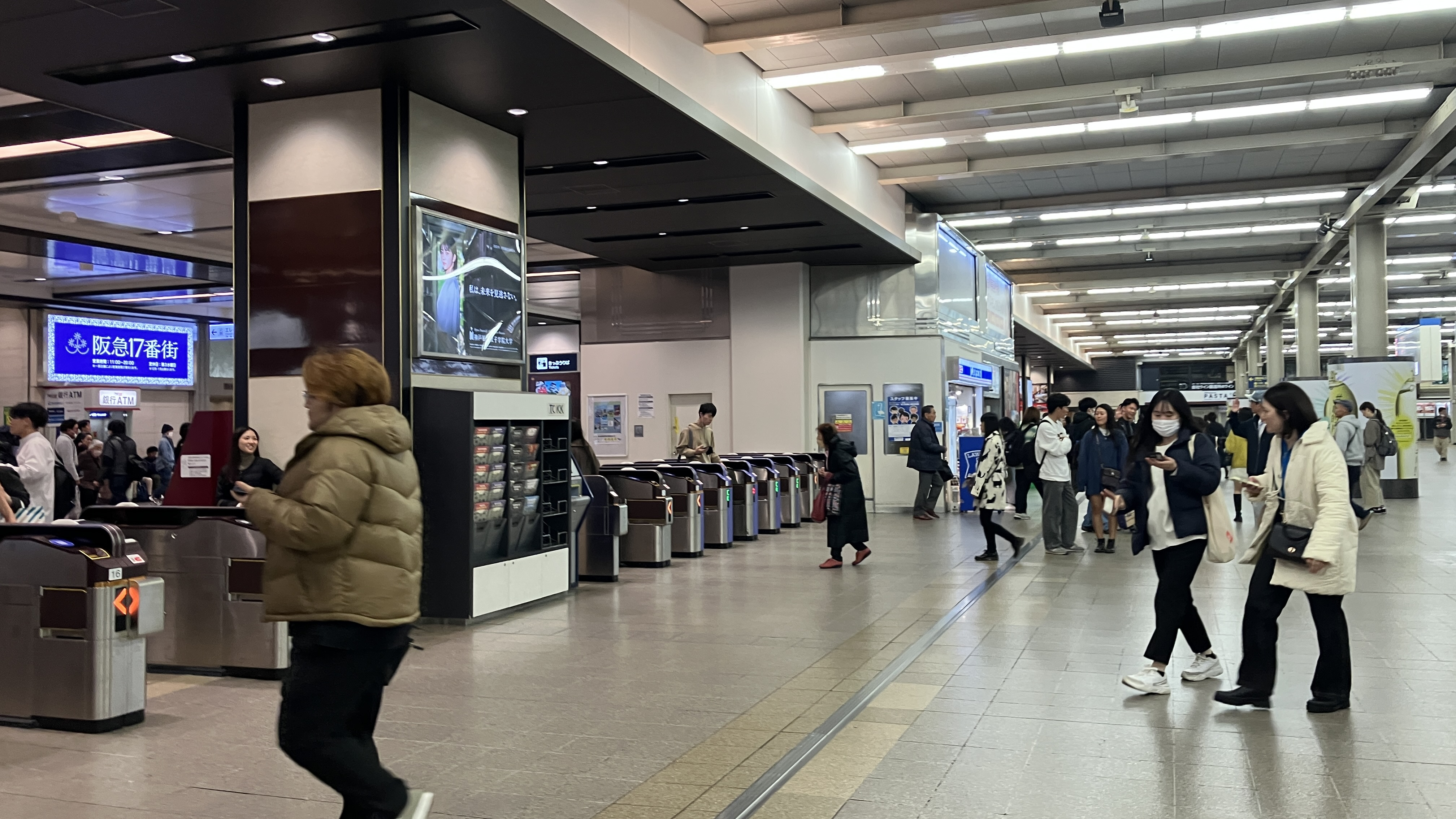
3階改札口
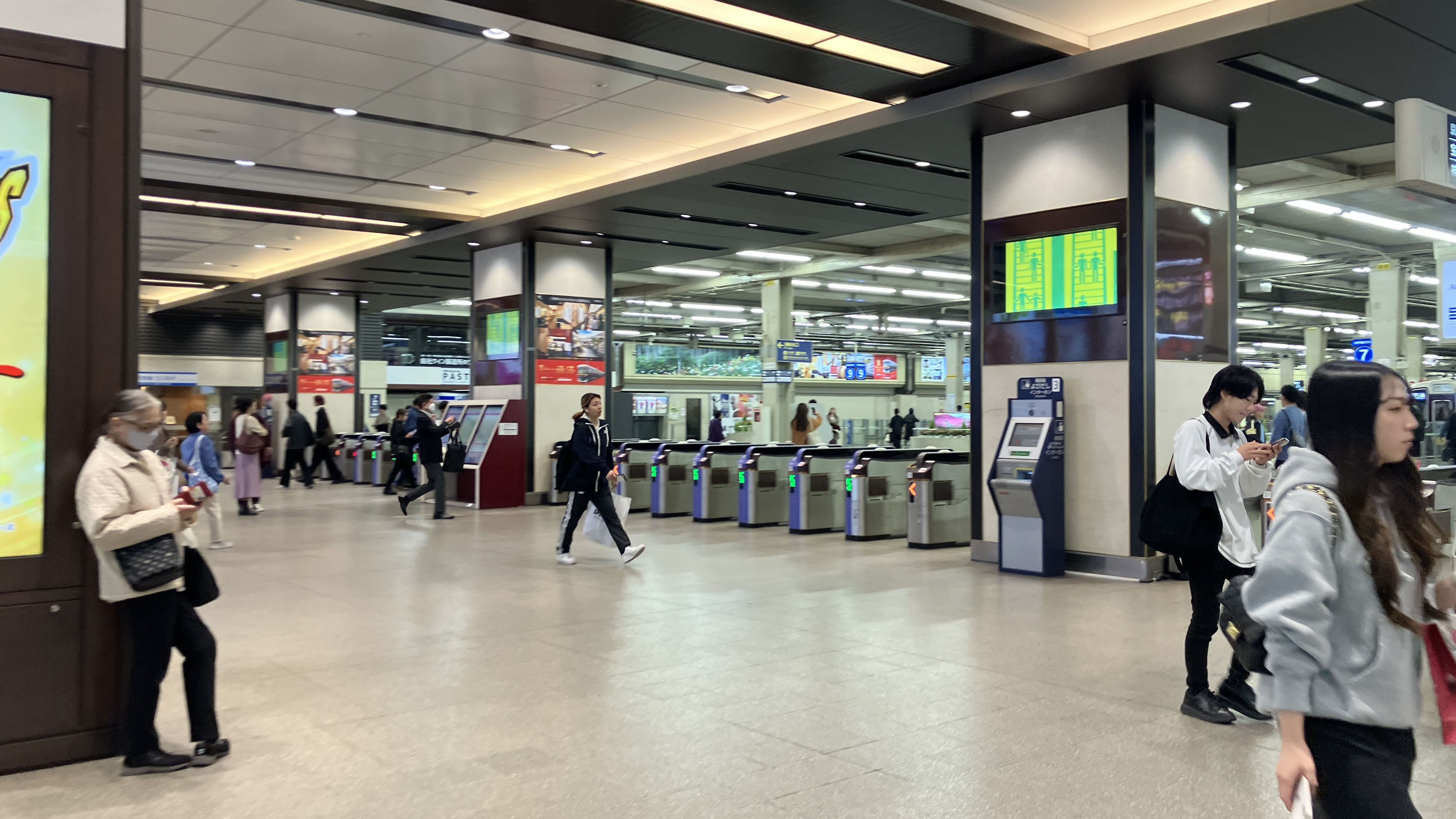
逆側 (同上)
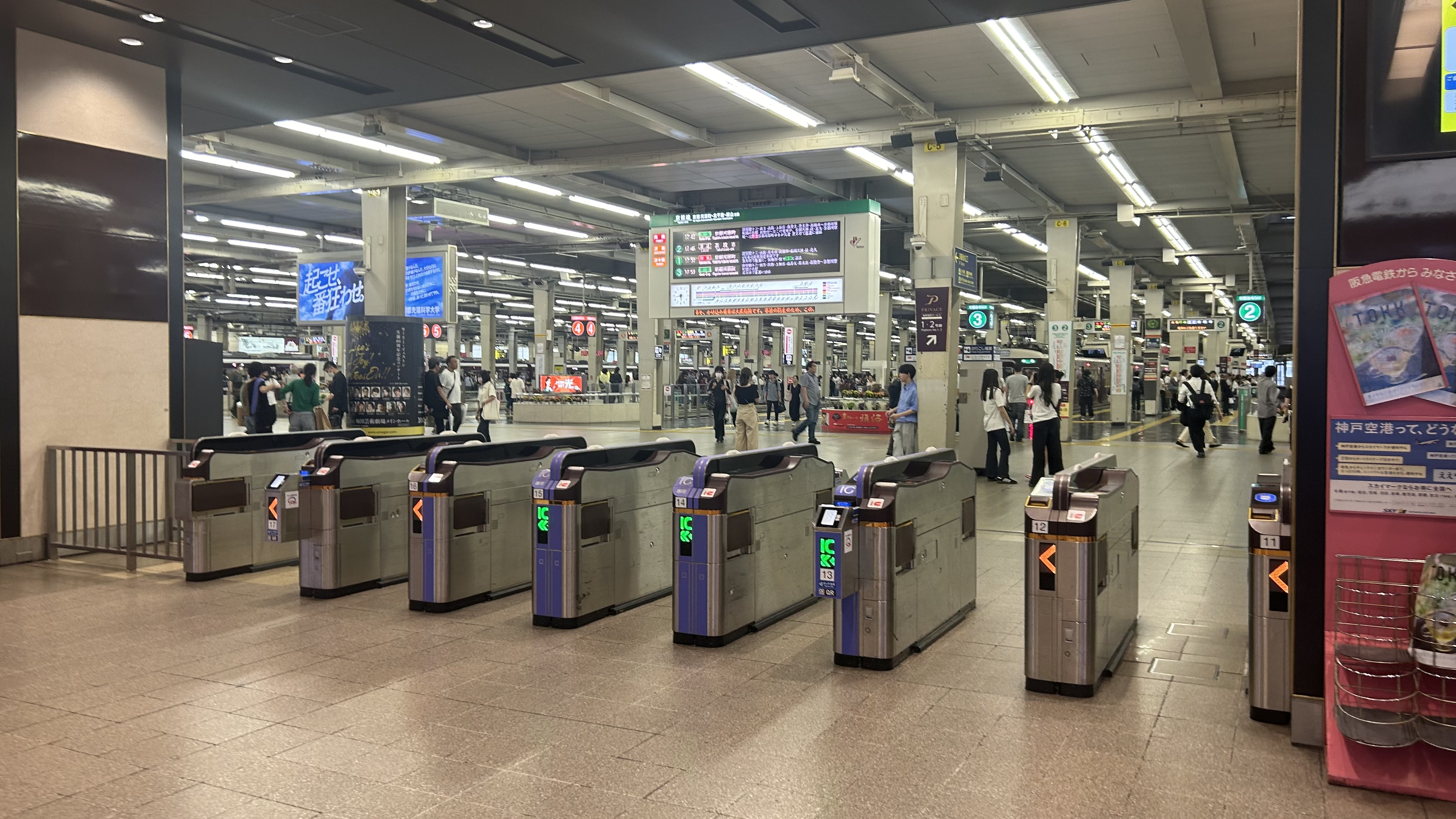
3階改札口（一部）
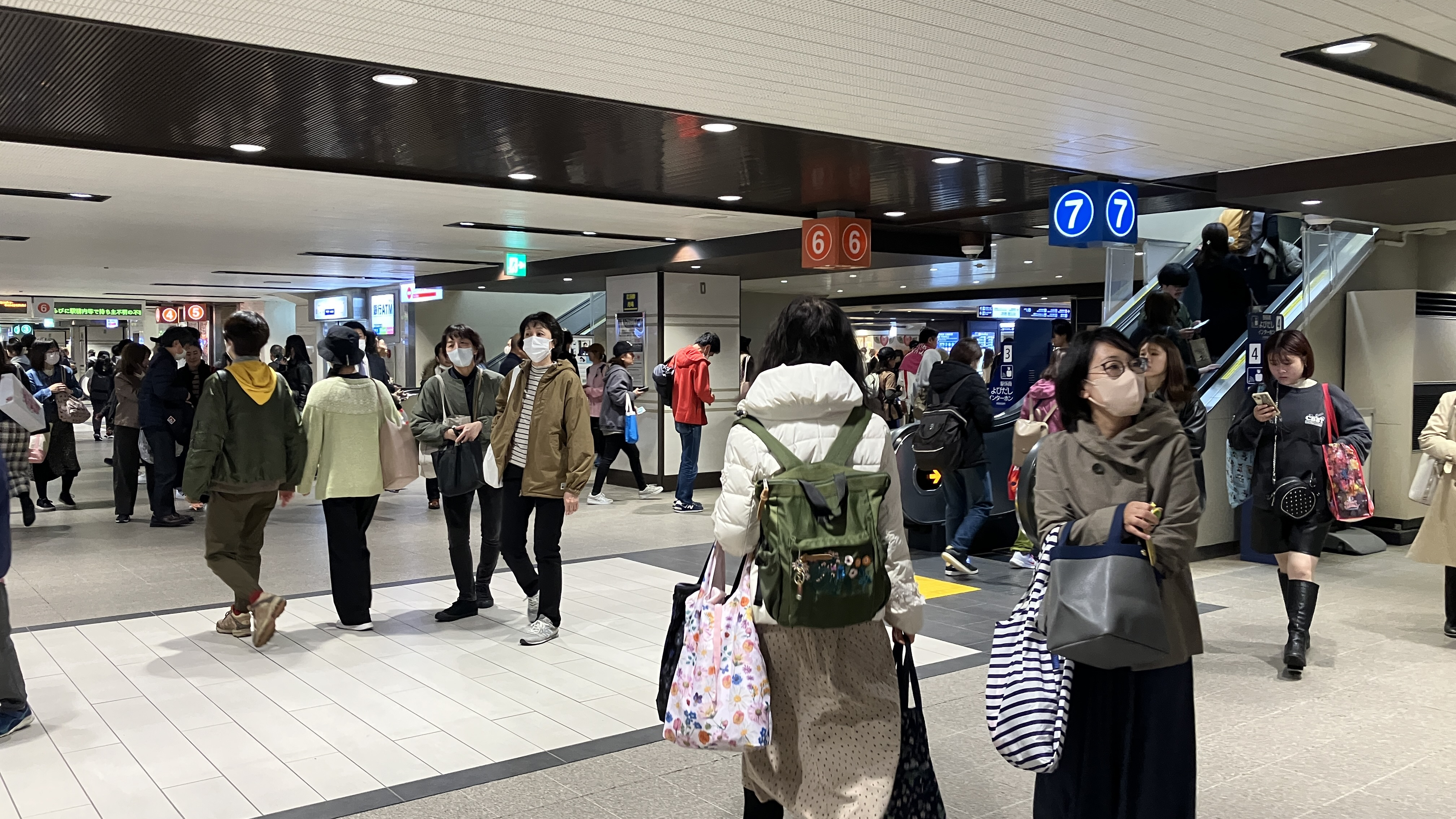
2階改札口
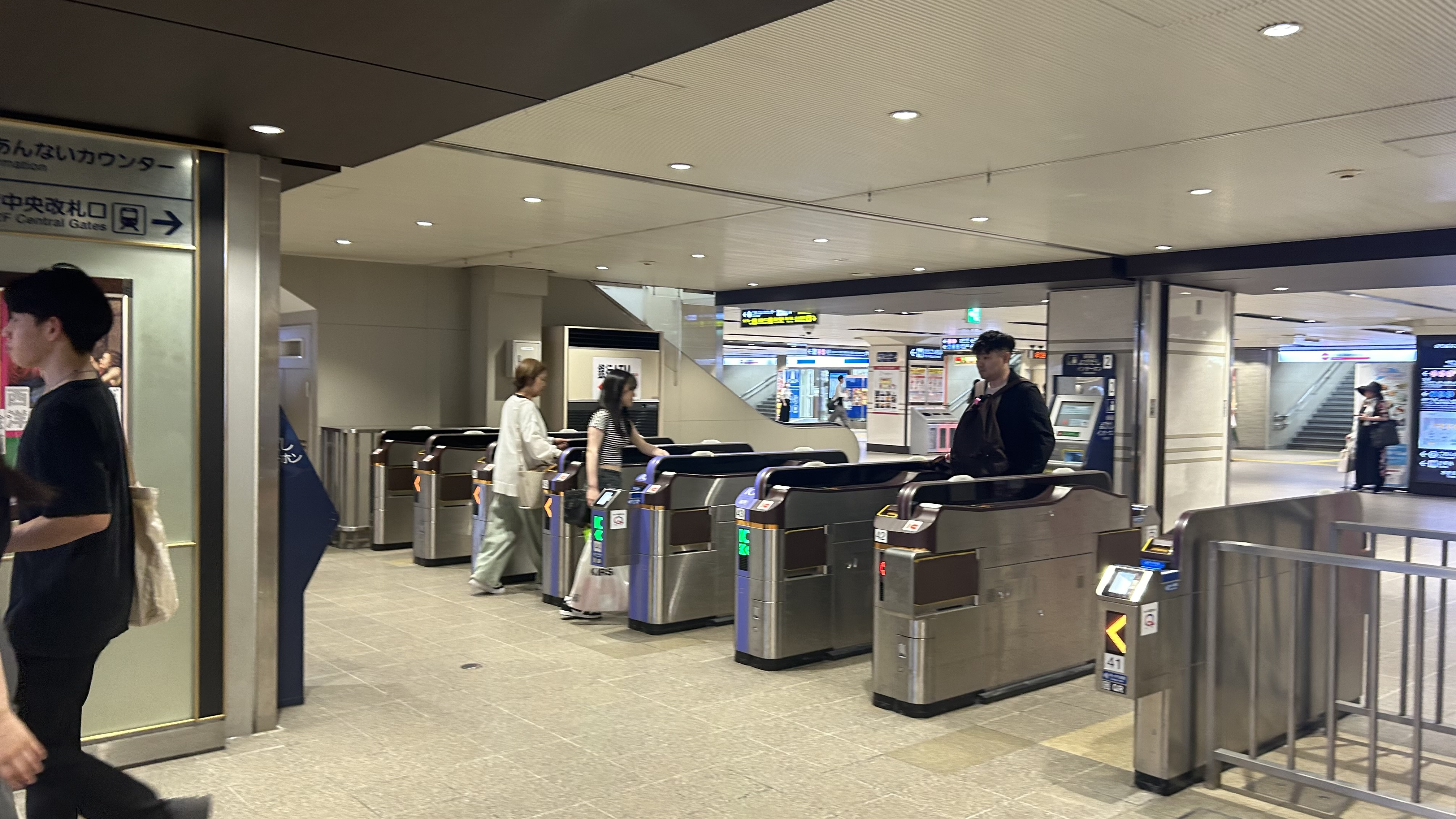
2階改札口（一部）
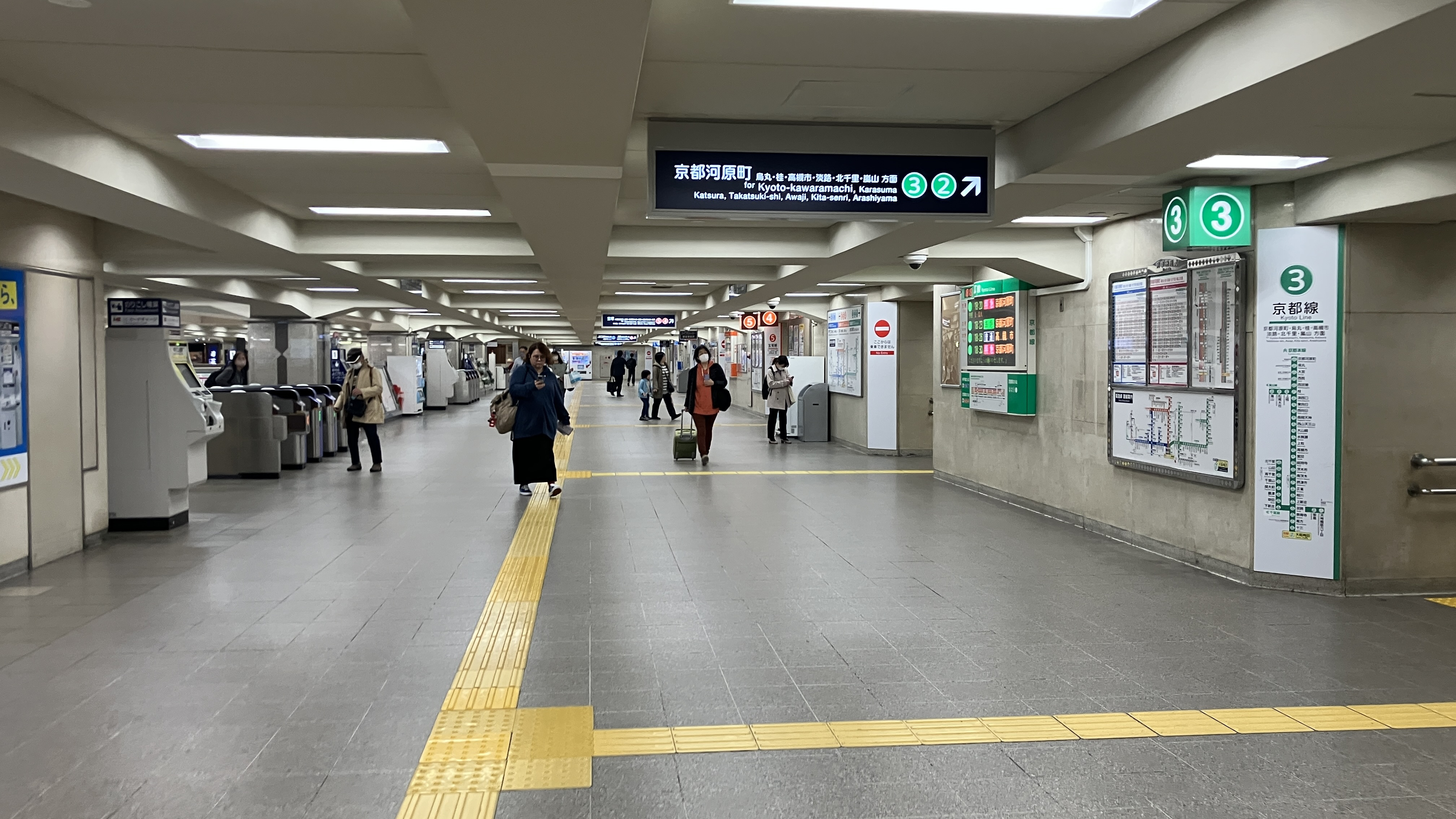
茶屋町改札口
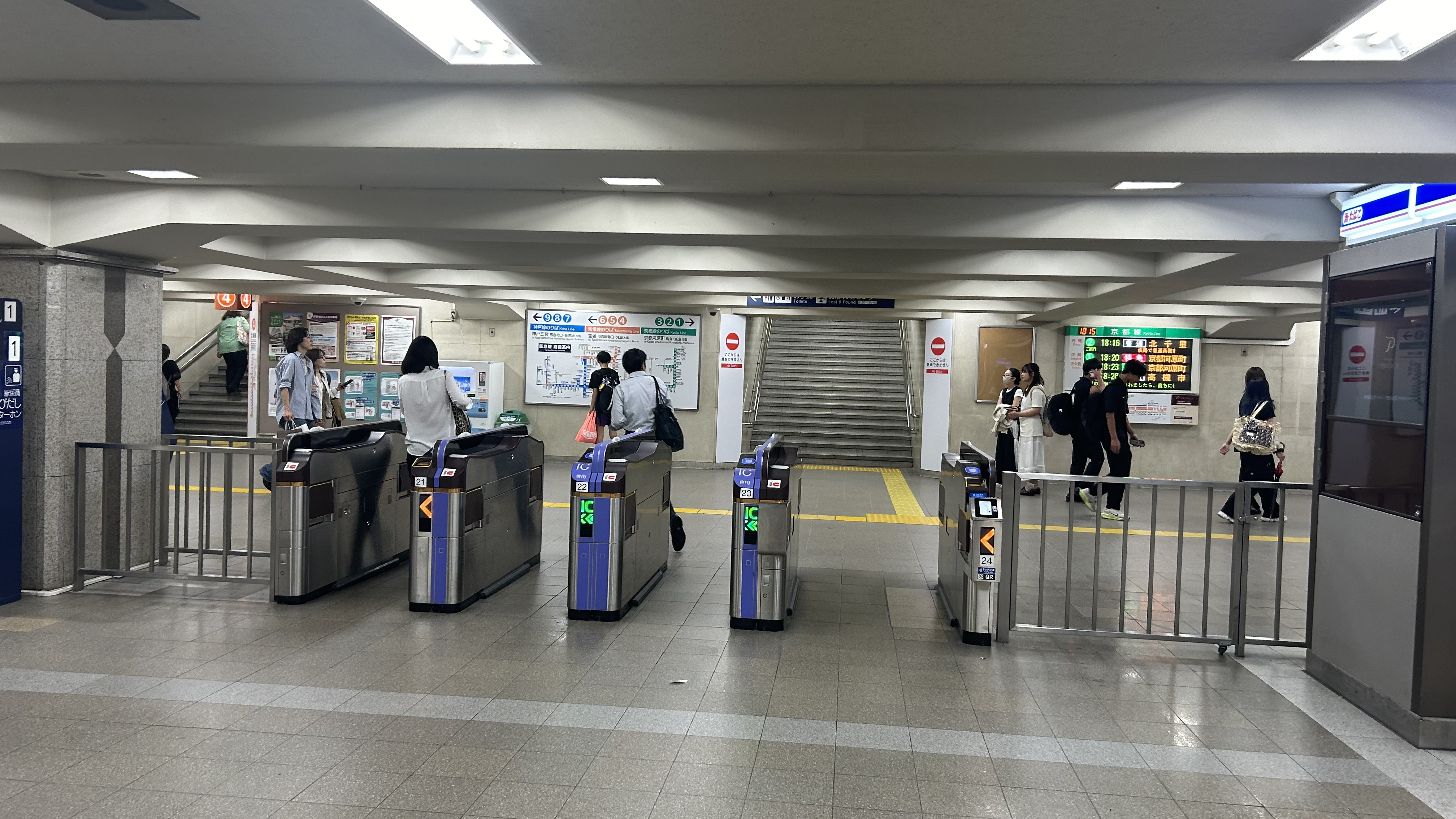
茶屋町改札口（一部）
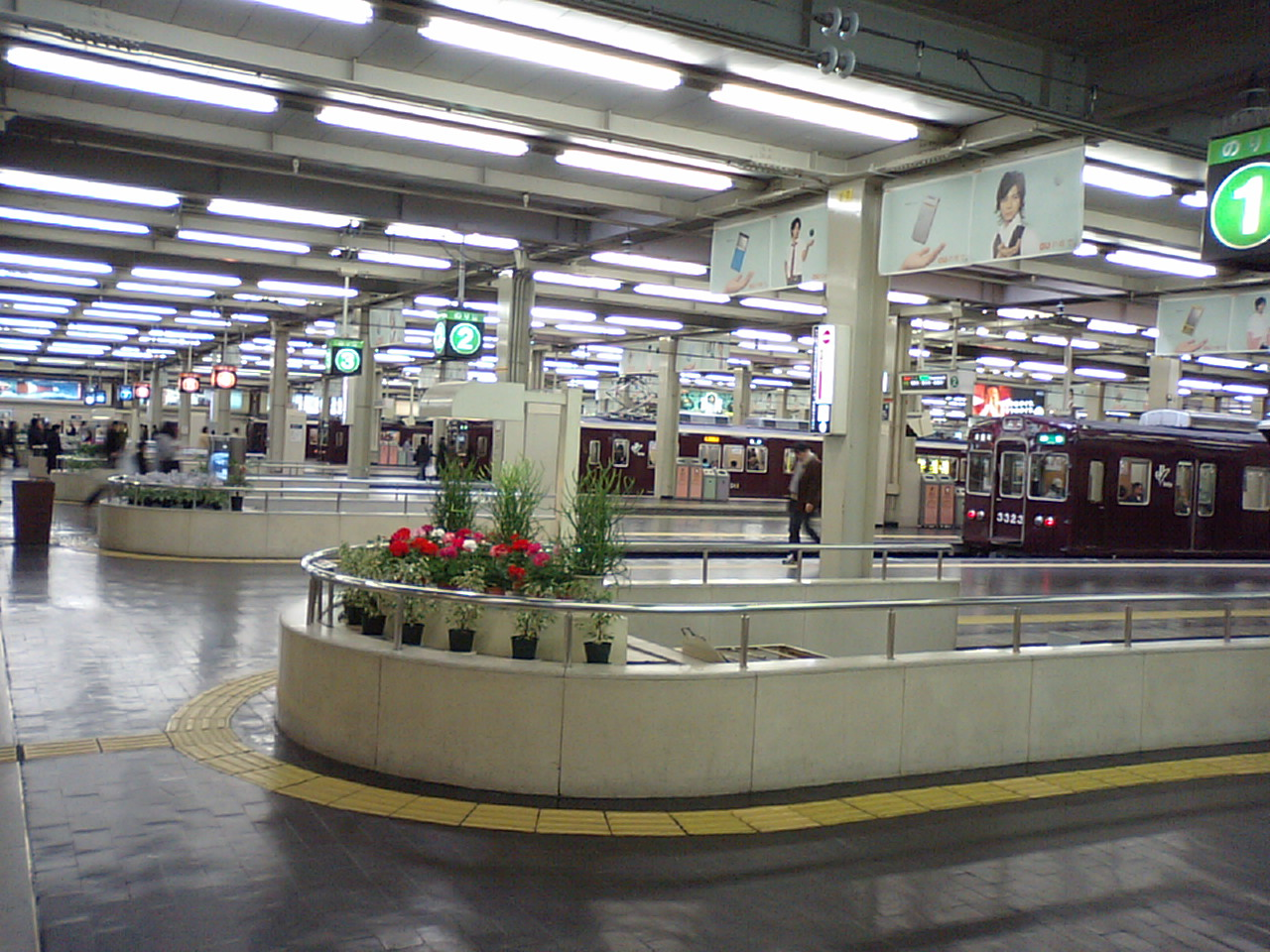
1号線乗車ホームの改札側から全体を見る
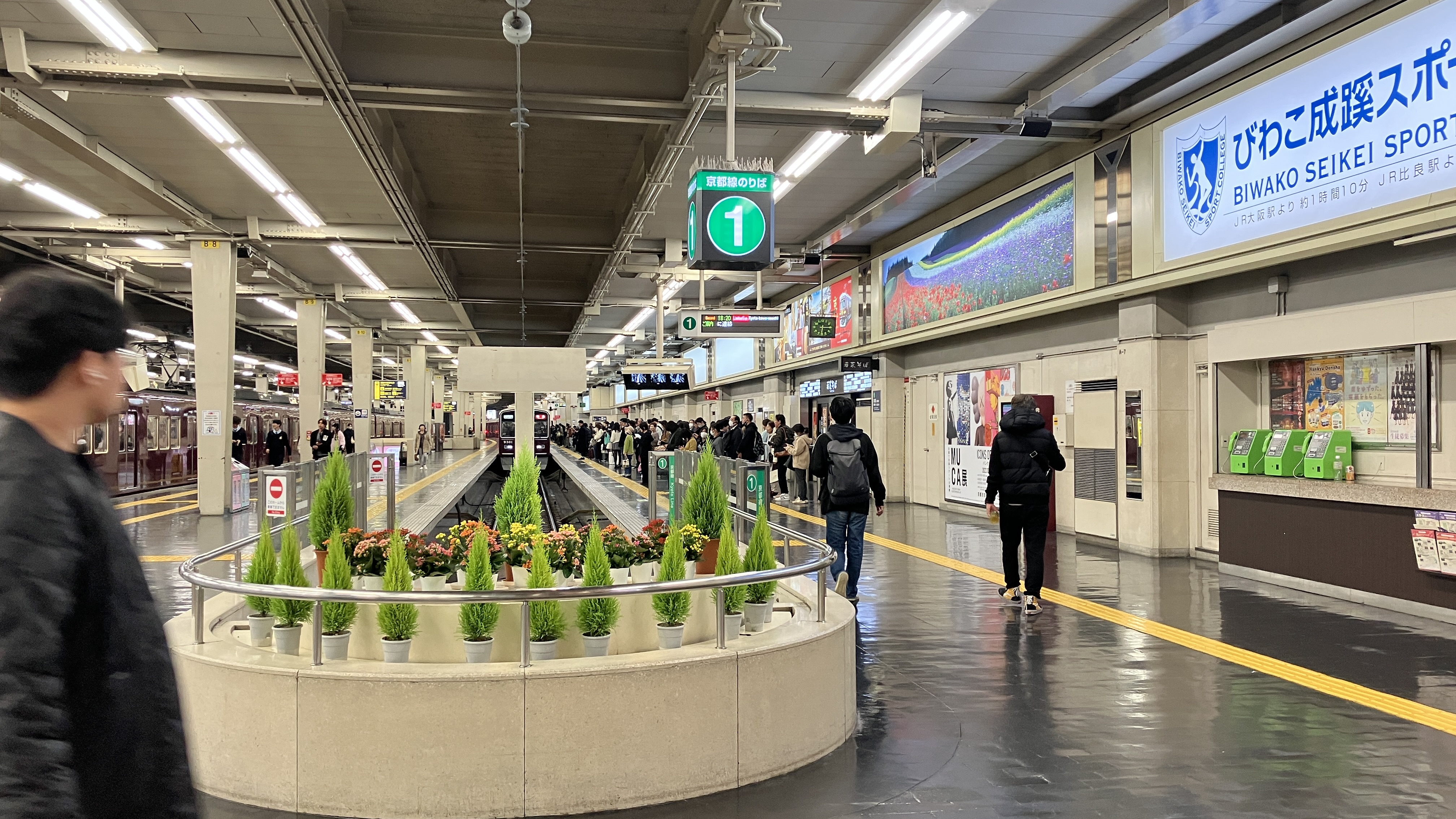
1号線乗り場
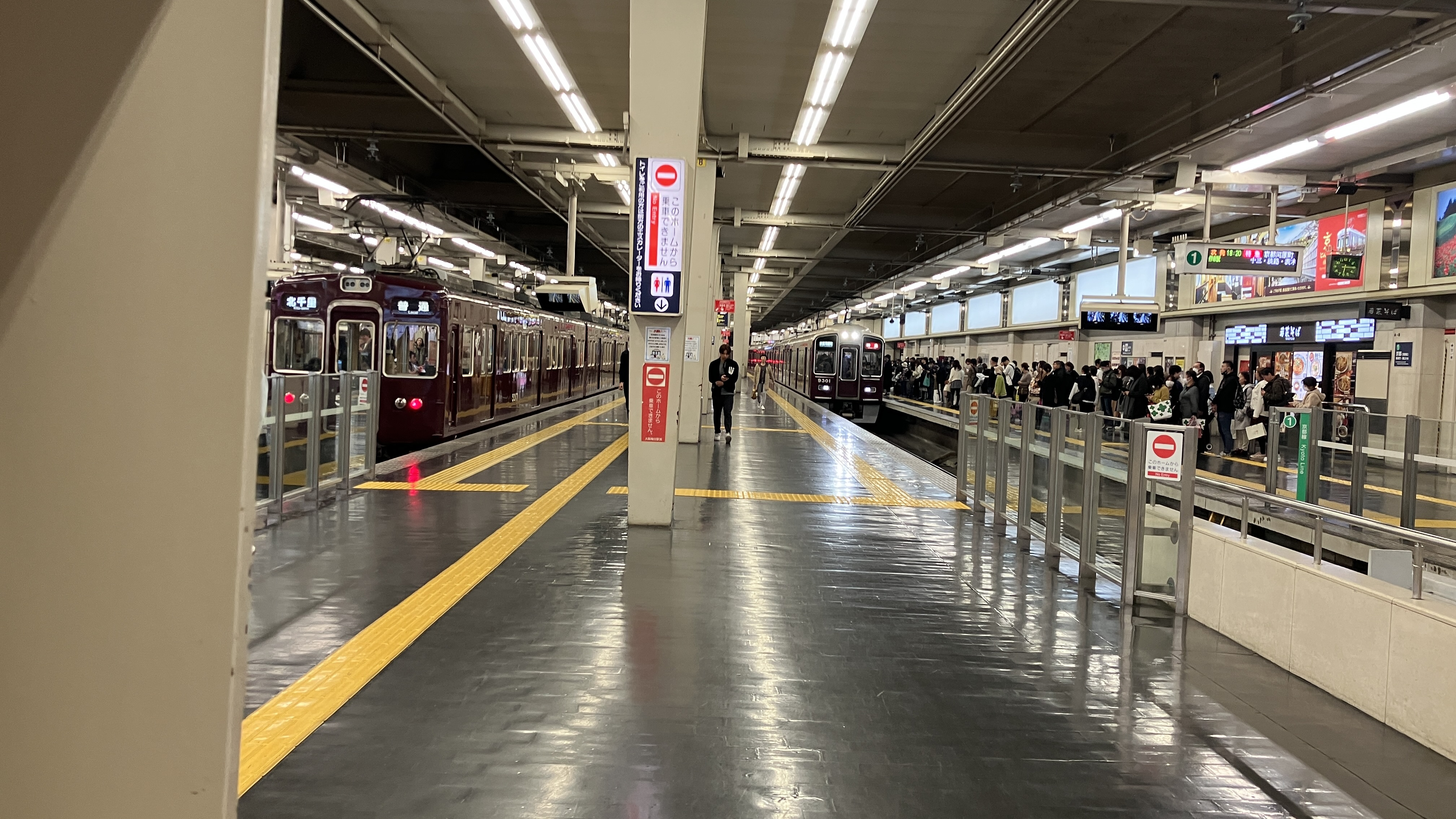
1・2号線降り場
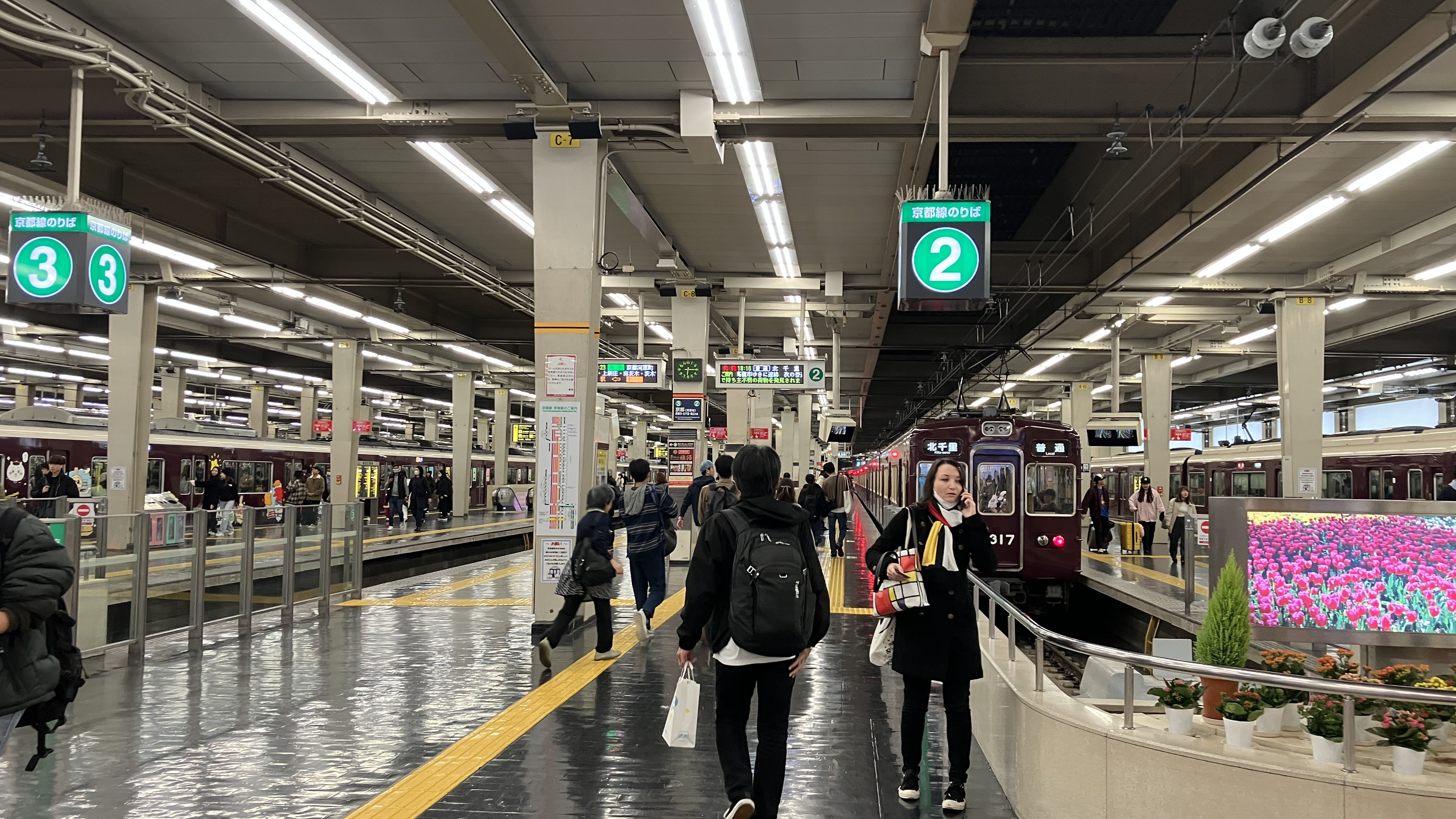
2・3号線乗り場
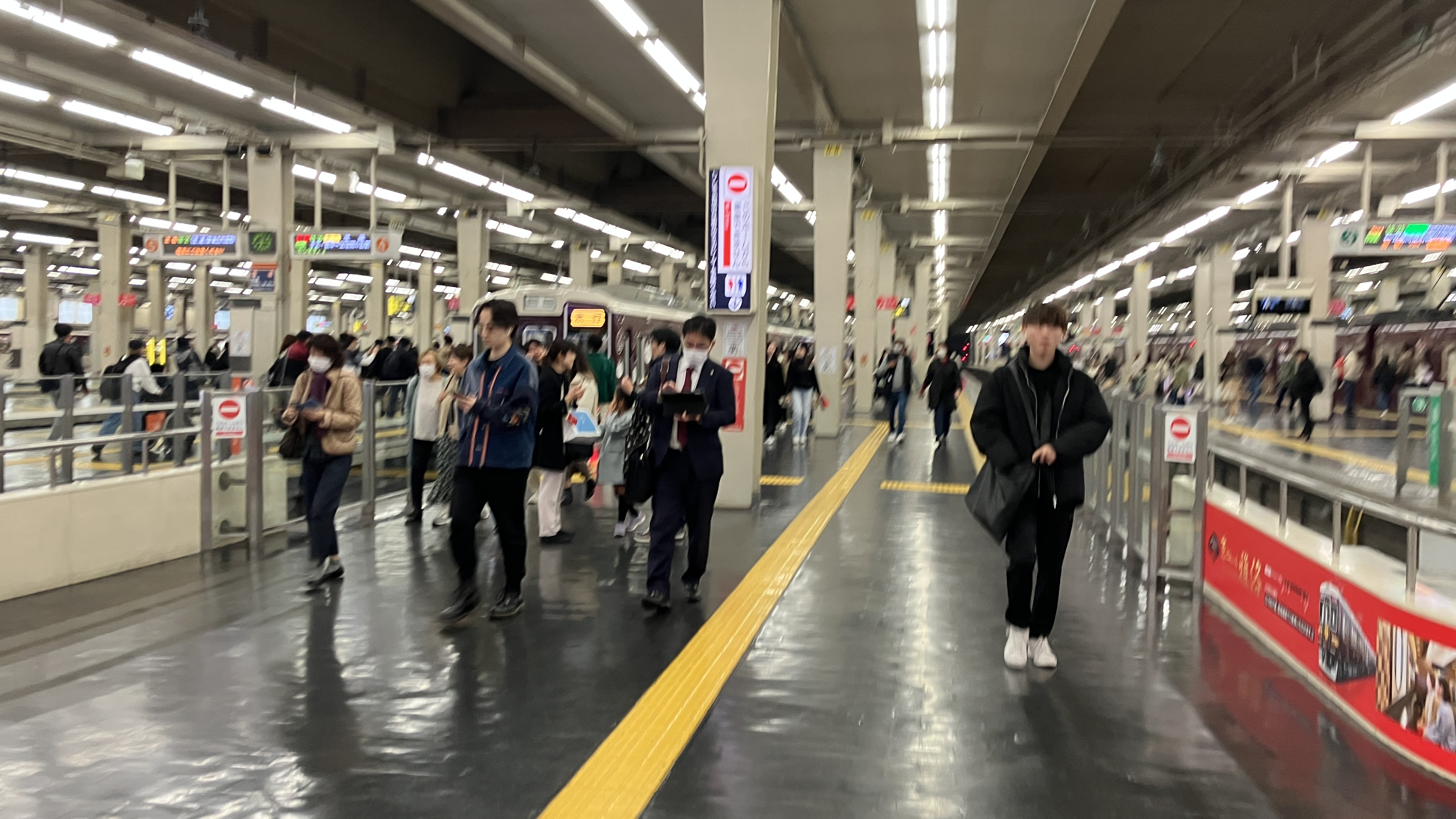
3・4号線降り場
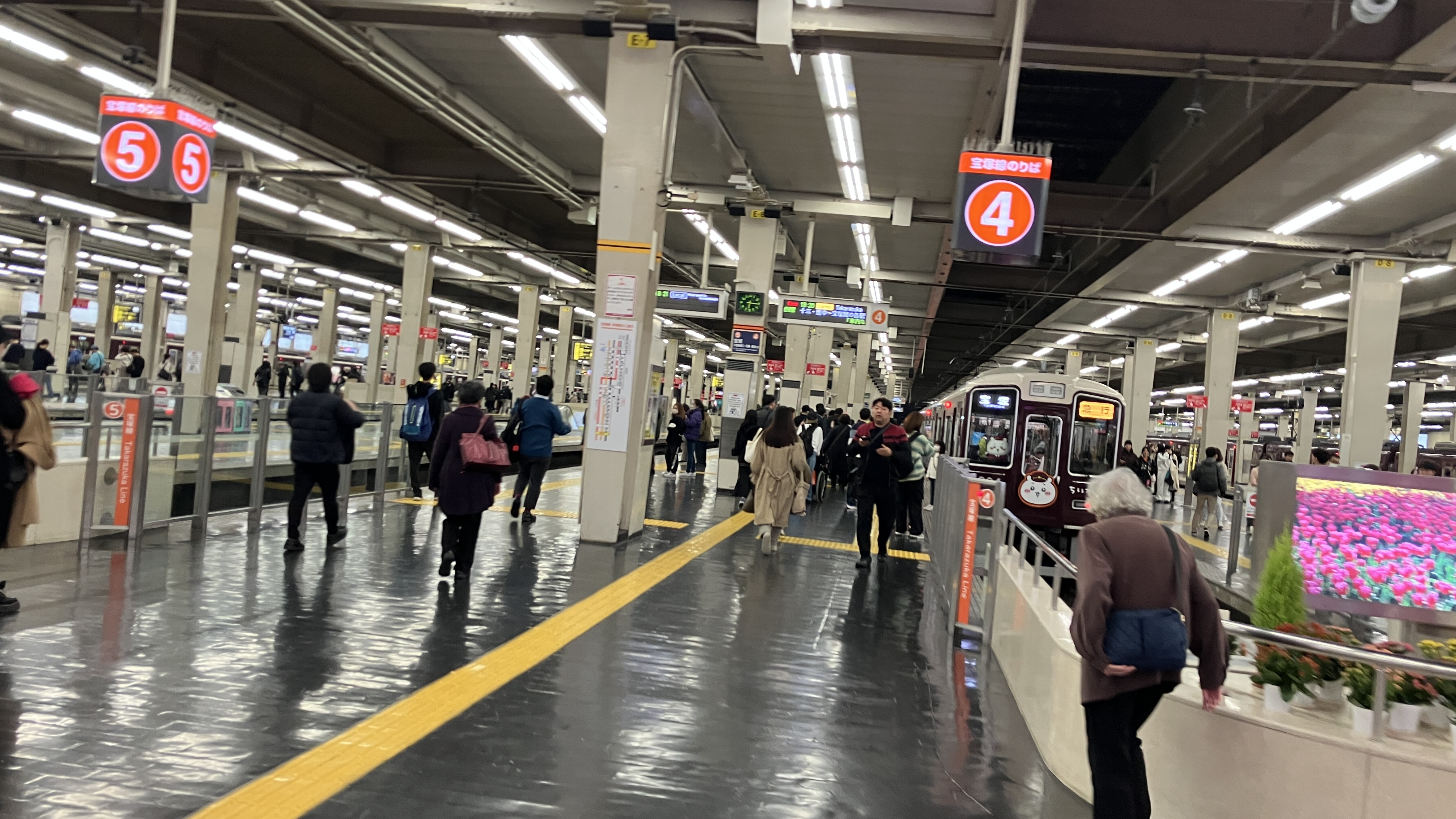
4・5号線乗り場
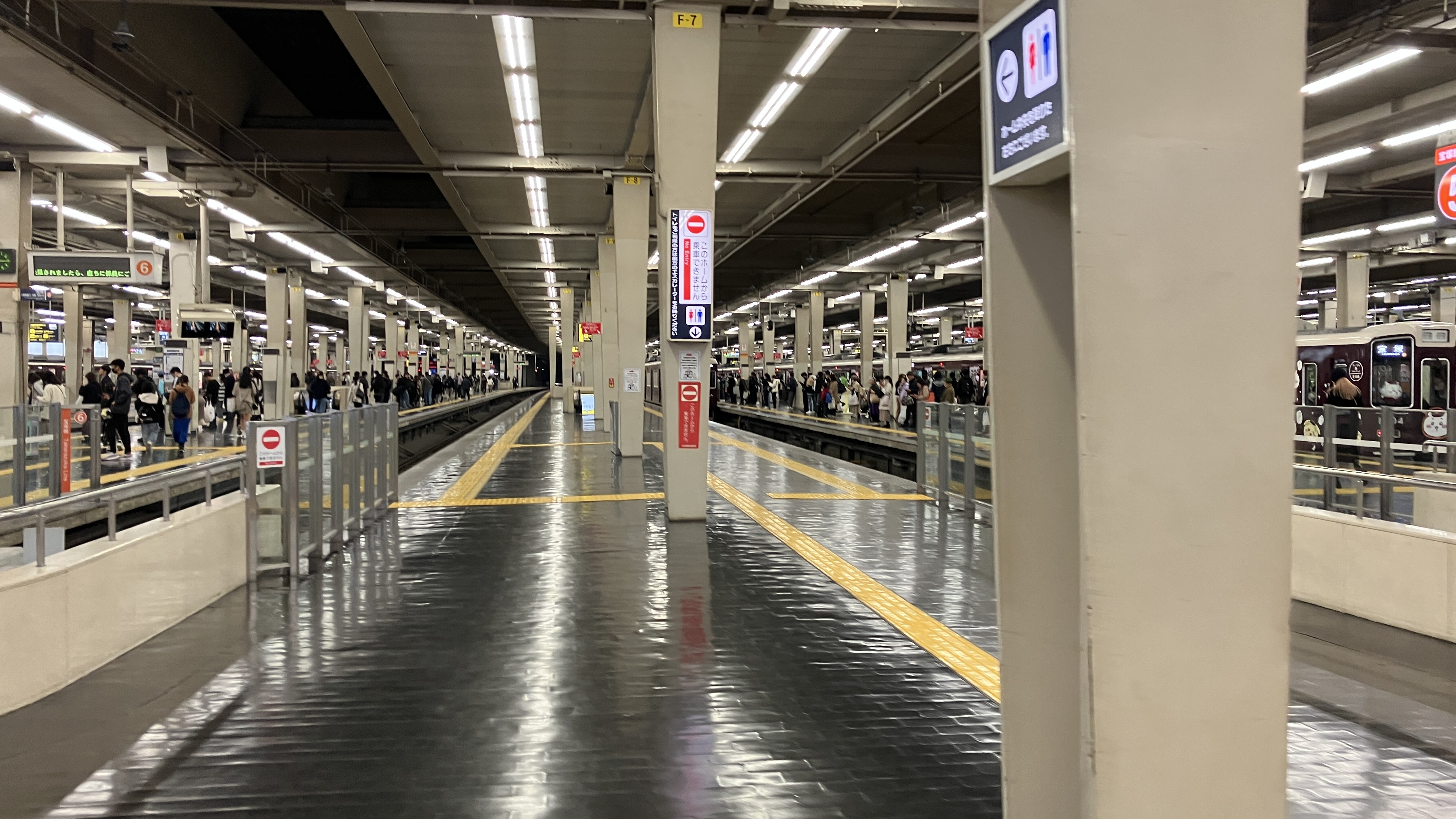
5・6号線降り場
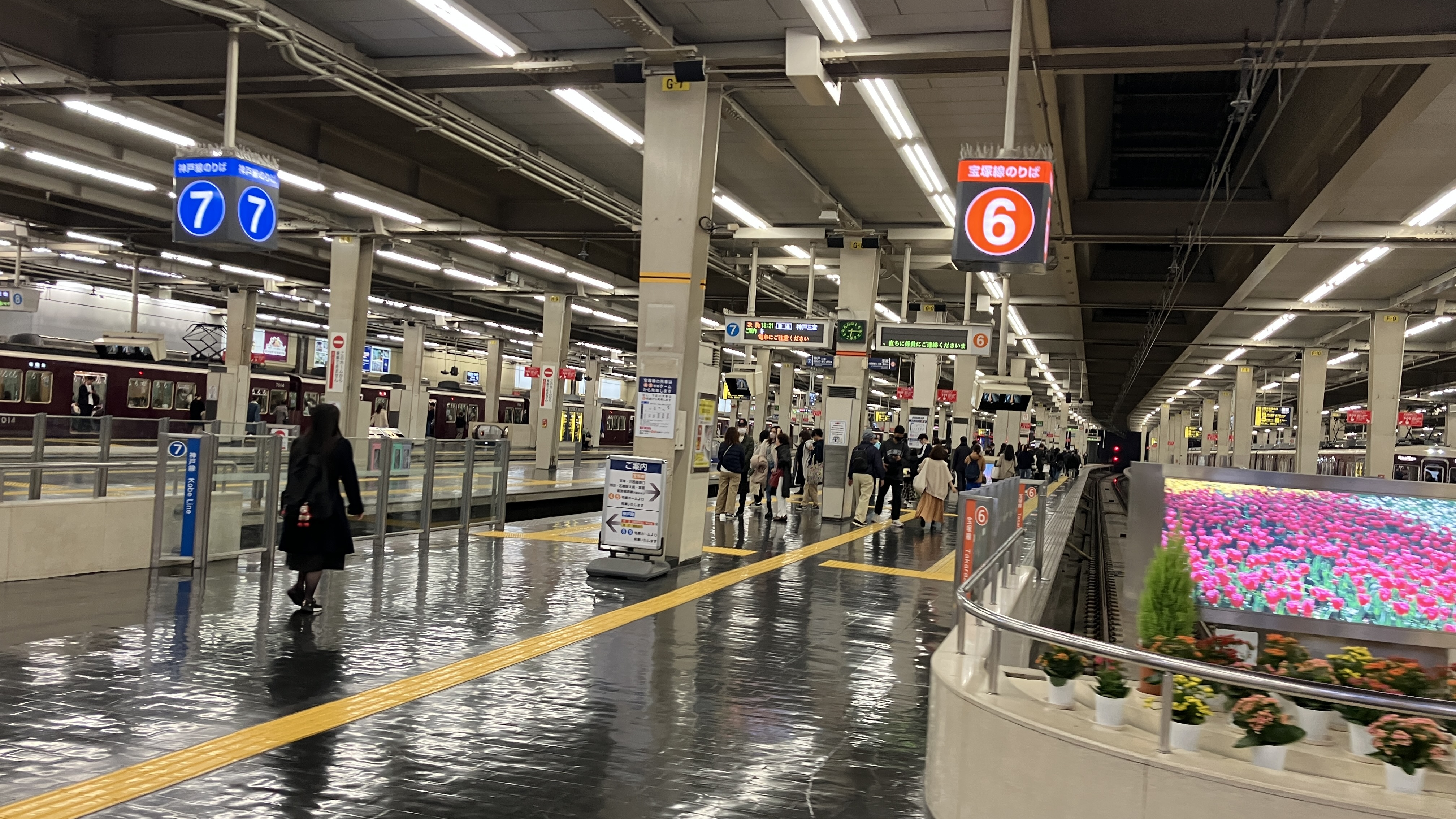
6・7号線乗り場
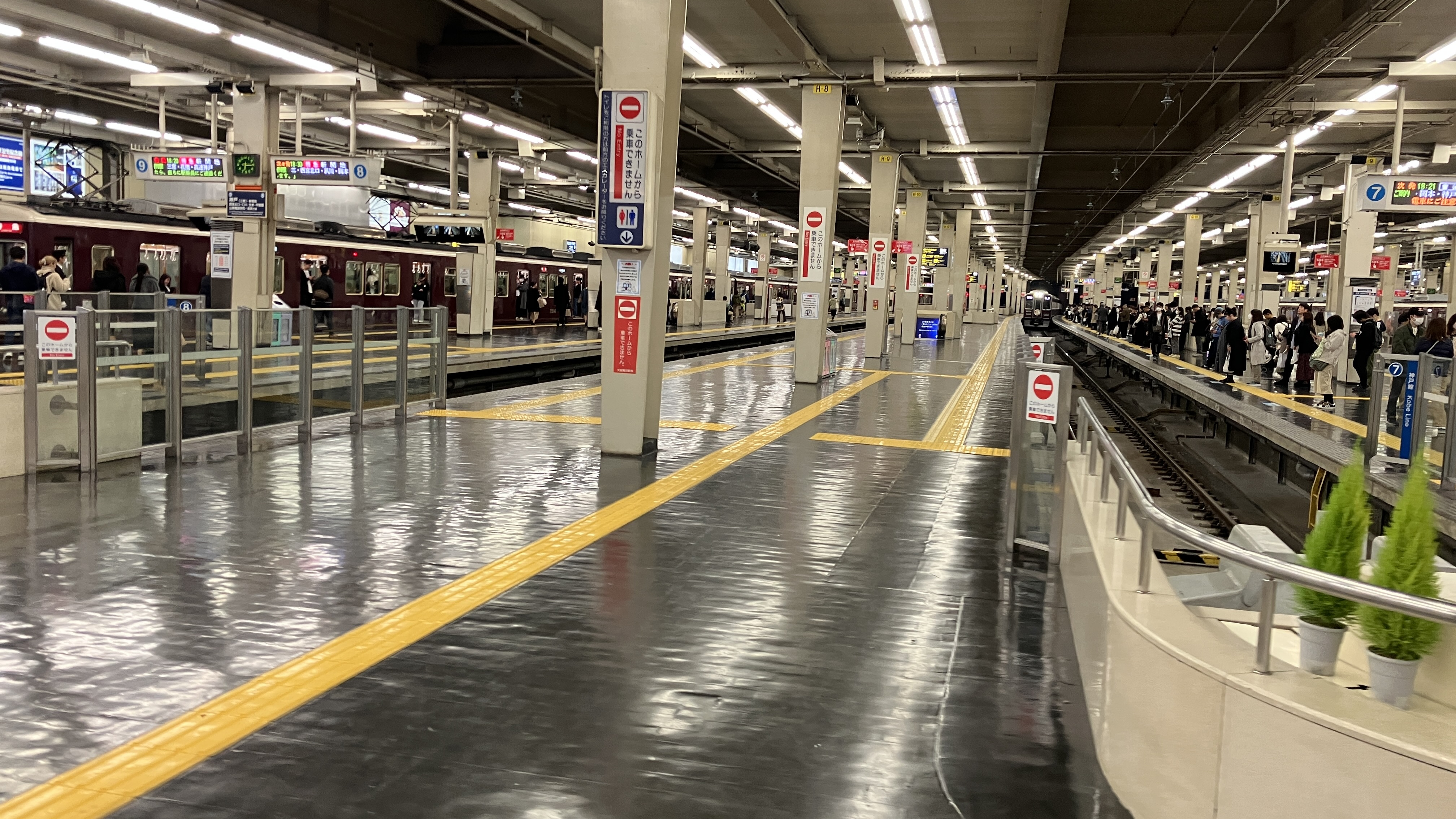
7・8号線降り場
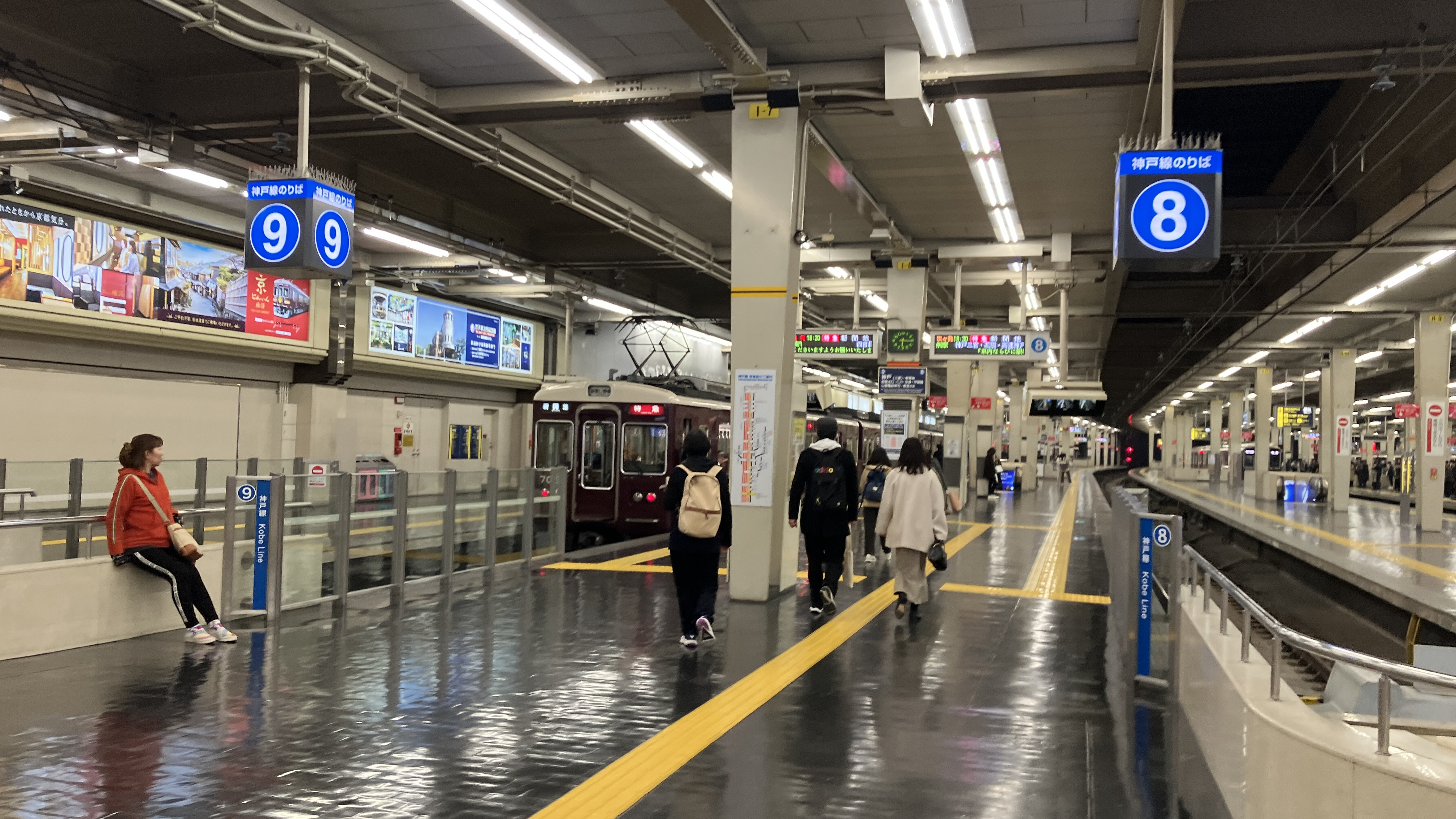
8・9号線乗り場
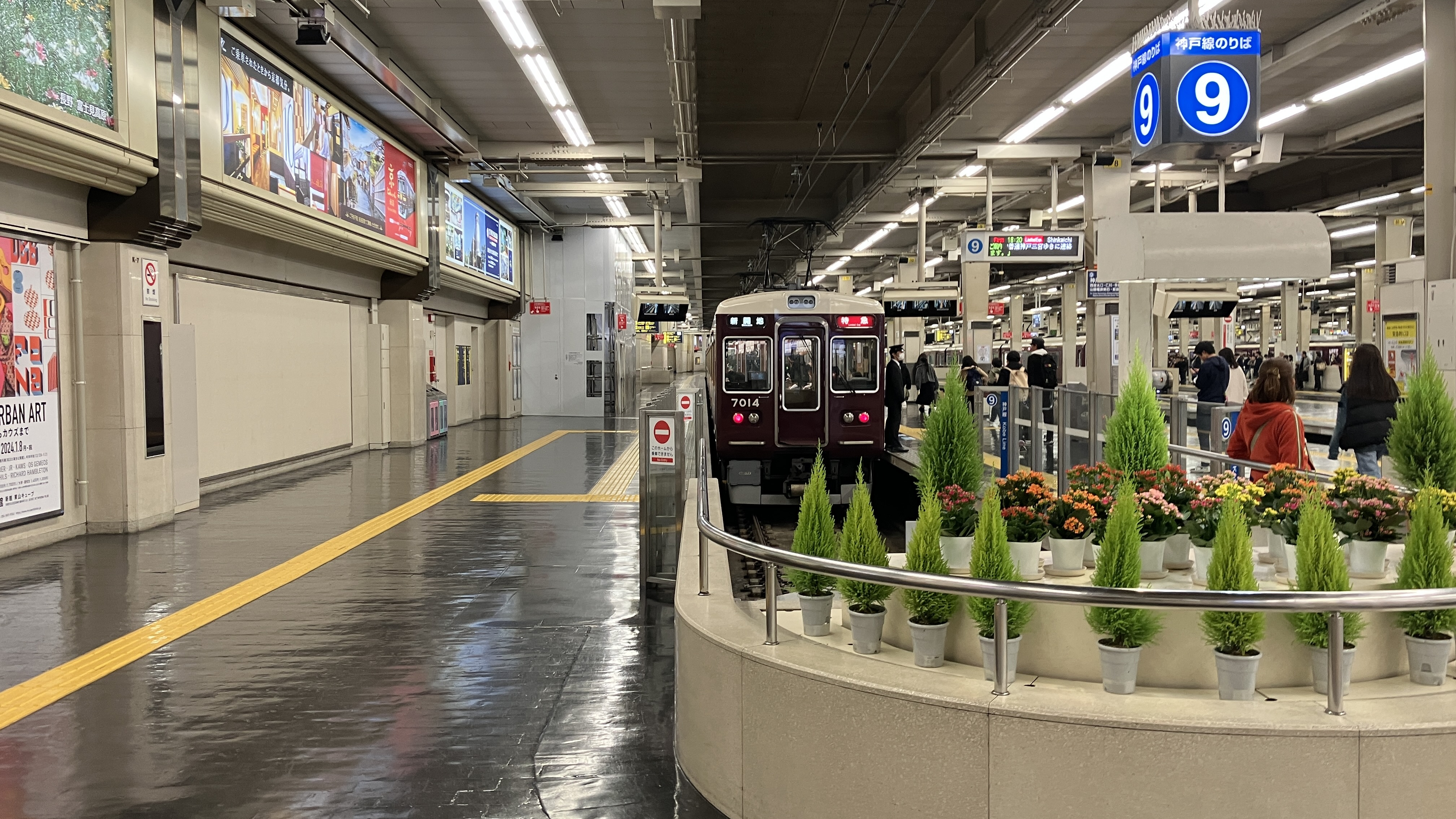
9号線降り場
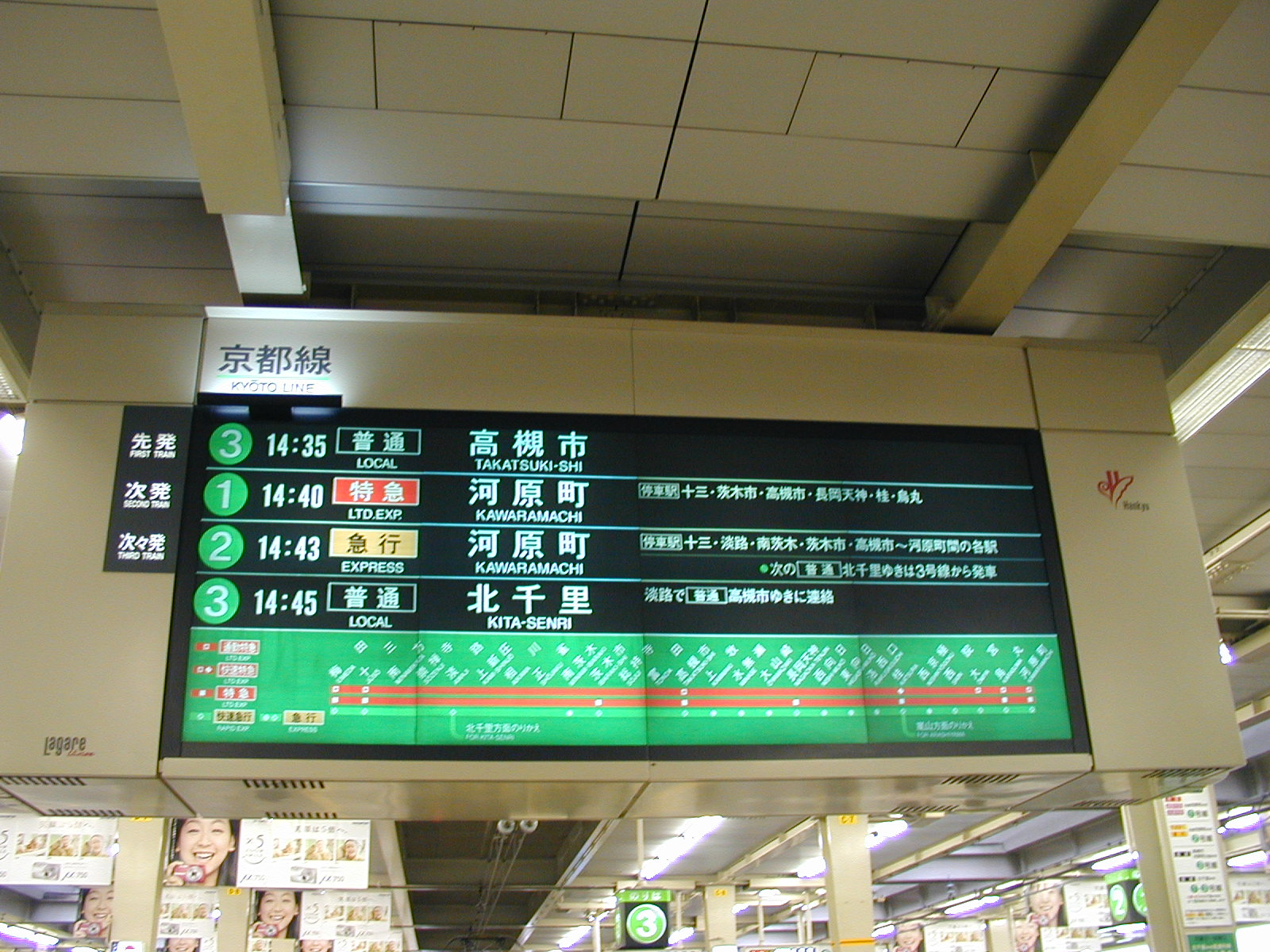
かつてのラガールビジョン（写真は京都本線用のもの）
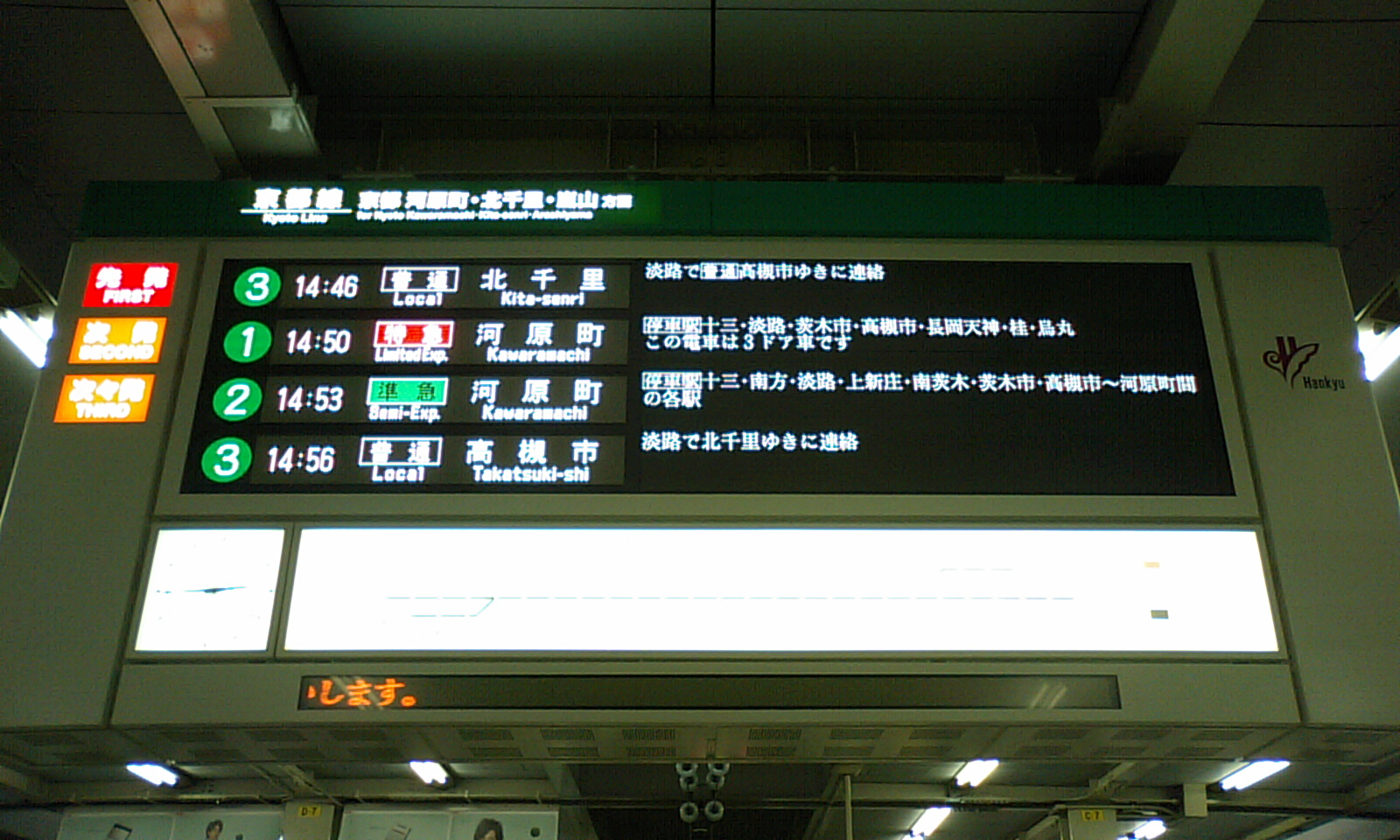
現在の電光掲示板（写真は京都本線用のもの）

## 隣の駅

### 阪急電鉄
■神戸本線
■特急・■通勤特急・■準特急・■急行・■快速・■準急（準急は上り到着列車のみ）
大阪梅田駅 (HK-01) - 十三駅 (HK-03)
■普通
大阪梅田駅 (HK-01) - 中津駅 (HK-02)
■宝塚本線
■特急「日生エクスプレス」・■通勤特急・■急行・■通勤急行（通勤特急は上り到着列車のみ。通勤急行は下りのみ運転）
大阪梅田駅 (HK-01) - 十三駅 (HK-03)
■準急（上り到着列車のみ）・■普通
大阪梅田駅 (HK-01) - 中津駅 (HK-02)
■京都本線
■快速特急・■特急・■通勤特急・■準特急・■急行・■準急・■普通
大阪梅田駅 (HK-01) - 十三駅 (HK-03)

### かつて存在した路線

#### 京阪神急行電鉄（阪急）
北野線
梅田駅 - 茶屋町駅

### 記事本文